# ファイアーエムブレムの登場人物 (アカネイア大陸)
ファイアーエムブレムの登場人物（アカネイア大陸）（ファイアーエムブレムのとうじょうじんぶつ・アカネイアたいりく）では、任天堂（開発・インテリジェントシステムズ）が発売する、シミュレーションRPGソフト『ファイアーエムブレム』シリーズのうち、
- 『ファイアーエムブレム 暗黒竜と光の剣』（以下『暗黒竜』）
- 『ファイアーエムブレム 紋章の謎』（以下『紋章』）
- 『BSファイアーエムブレム アカネイア戦記編』（以下『アカネイア戦記編』）
- 『ファイアーエムブレム 新・暗黒竜と光の剣』（以下『新・暗黒竜』）
- 『ファイアーエムブレム 新・紋章の謎 〜光と影の英雄〜』 （以下『新・紋章』）

の登場人物について記述する。なお、『暗黒竜』の登場人物は原則として全員が『新・暗黒竜』にも登場しているため『新・暗黒竜』で追加された人物以外については『暗黒竜』『新・暗黒竜』と重ねての表記はしない。『新・紋章』からの追加ユニットであるプレイヤーの分身「マイユニット」の呼称については、便宜的にデフォルト名である「クリス」で統一する。
各作品はストーリーが密接に関係しており『暗黒竜』『新・暗黒竜』及び『紋章』第1部・暗黒戦争編は暗黒戦争（アカネイア暦600～605年）の末期604～605年を、『紋章』第2部・英雄戦争編及び『新・紋章』は英雄戦争（アカネイア暦607～609年）を、『アカネイア戦記編』は『暗黒竜』『新・暗黒竜』及び『紋章』第1部の直前（アカネイア暦603年頃）を舞台としている。
※声優は以下の作品に出演している配役について記述する。
- 電撃‥「電撃CD文庫 ベストゲームセレクション7 ファイアーエムブレム 旅立ちの章」（メディアワークス）
- 箱田‥「GファンタジーコミックCDコレクション ファイアーエムブレム 暗黒竜と光の剣」（原作・箱田真紀、エニックス）
- ラジオ‥アニマガパラディ・マンスリードラマシリーズ「ファイアーエムブレム黎明編/紫嵐編」（原作・佐野真砂輝&わたなべ京、BMGビクター）
- OVA‥オリジナルアニメーションビデオ「ファイアーエムブレム 紋章の謎」（ケイエスエス）
- #FE‥クロスオーバーゲーム『幻影異聞録♯FE』（アトラス）。
- ヒーローズ‥ゲーム『ファイアーエムブレム ヒーローズ』。
- 無双‥ゲーム『ファイアーエムブレム無双』。

なお、本編では『アカネイア戦記編』のサテラビュー音声のみ声優が声を当てているが、キャスティングは非公表のため本項では掲載していない。
上記以外に漫画作品（上田信舟『風の魔道士』・水縞とおる『紅の剣士』）や山口宏（双葉社刊）・篠崎砂美（ファミ通文庫刊）の小説作品についても適宜、著者名により言及する場合がある。
名前の由来については、NTT出版の「ファイアーエムブレム・ザ・コンプリート」において、加賀昭三のインタビューにて「強いて言えばギリシャ神話などの影響を多少は受けている」という記述通りここから名づけられたキャラクターもいる。

## アリティア王国
アカネイア大陸西部、カダインとドルーアに挟まれた内海に位置する王国。勇者アンリが神から授かったとされる神剣ファルシオンをその象徴とする。首都の名称も建国の祖・アンリの名を冠している。アカネイア暦500年建国。島国で国土こそ狭い小国だが、平和で豊か。また騎士団は少数精鋭を旨とし、実力には定評がある。海を挟んで東にグラとも接している。

### 王族
マルス (Marth)
クラス/登場作品：ロード/『暗黒竜』『紋章』『新・暗黒竜』『新・紋章』。
アカネイア大陸を舞台とする全作品の主人公。

エリス (Elice)
声 - 篠原恵美（ラジオ） / 島本須美（OVA・ヒーローズ） / 高橋美紀（箱田）
クラス/登場作品：僧侶→司祭/『暗黒竜』、シスター→司祭/『紋章・第1部』、司祭/『紋章・第2部』。
アリティア王女であり、マルスの姉。幼馴染のマリクに思いを寄せている。温和だが責任感の強い女性。死者を復活させるオームの杖を使うことができる。
暗黒戦争編ではマルスを逃がした際、ドルーアの捕虜になり、オームの杖を使わせる目的でガーネフによってテーベの塔に監禁されていた。戦後は祖国でマルスを見守りながら平和な日々を送った。
英雄戦争編ではアリティアがアカネイア・グラ・オレルアン連合軍に襲撃された際、ガーネフに拉致されメディウスの生贄にされそうになるが、マリクに話しかけられたことでガーネフの魔術が解け意識を取り戻す。戦後はマリクを助けパレスの魔道学院設立に協力、マリクと結婚した。
小学館『20th Anniversary ファイアーエムブレム大全』の『暗黒竜』の公式イラストでは赤い髪留めでポニーテールをしていた。
コーネリアス (Cornelius)
声 - 西村知道（箱田・3巻）→堀部隆一（同・4巻） / 石田彰（ラジオ） / 大塚明夫（OVA）
マルセレスの孫で、マルスとエリスの父。4代目アリティア国王。マルスが14歳の時、メディウスが再建したドルーア帝国に攻め込まれたアカネイア王国を救援するために家宝の神剣ファルシオンを手に出撃したが、同盟国グラ王国の裏切りに遭い無念の死を遂げた。
リーザ (Liza)
声 - 伊倉一寿（箱田）
マルスとエリスの母。ドルーア帝国のメディウスの部下であるモーゼスに殺された。
マルセレス (Maruceres)
アンリの弟で、2代目アリティア国王。彼の曾孫（孫の子）にあたるのがマルスである。従ってマルスはアンリの直系ではなく、マルセレスの直系にあたる。なおこの人物は『紋章』からの追加人物であるため、『暗黒竜』ではマルスの先祖という表記しか載っていない。
マリウス (Marius)
マルセレスの子で、3代目アリティア国王。コーネリアスの父でありマルスの祖父。
アンリ (Anri / Henri)
百年前に王国を建国した初代アリティア国王。元は無名の青年だったが、神剣ファルシオンによってメディウスを討伐し、英雄となった。アンリはアカネイア王家の生き残りである王女アルテミスと愛し合っていたが、「ファイアーエムブレムを行使する者その全てをアカネイア王家に捧げるべし」という掟にアルテミスが止むなく従ったことや身分の違いから結ばれること叶わず、自らの王国を建国してアカネイア聖王国の盾となるべく遺言した。生誕年不明。アカネイア暦537年没。結局アンリは生涯妻を持たなかったため、国は弟のマルセレス王が継いだ。この際相続でもめ事があり、グラ王国が分離独立した。なおアルテミスとの悲恋の伝承は『紋章』からの追加設定に近く、『暗黒竜』では明確な記載がない。
『ファイアーエムブレム・ザ・コンプリート』のイラストでは青い長髪の青年、『新・暗黒竜』公式サイトにおける「プロローグ 〜アンリの時代〜」では、後姿のみだが長髪の男性となっている。任天堂のホームページでは、マルスとは対照的に「個の英雄」と呼ばれ、個人の武勇に優れていたらしい。それは一人で道のり険しい氷の神殿まで出向き、七日七晩に及ぶ一騎討ちの末にメディウスを倒したことに如実に表れている。

### 宮廷騎士団
ジェイガン (Jeigan / Jagen)
声 - 屋良有作（電撃）/ 沢木郁也（箱田）/ 大滝進矢（ラジオ）/ 加藤精三（OVA）/ 五王四郎（#FE・ヒーローズ）
クラス/登場作品：パラディン/『暗黒竜』『紋章・第1部』『新・暗黒竜』『新・紋章』。
アリティア騎士団の隊長を務める老聖騎士。厳格な性格で、マルスの後見役兼護衛役として周囲から絶大な信頼を寄せられている。長いスパイクのついたスポールダーの鎧がトレードマーク。
暗黒戦争編ではタリスでの挙兵時からマルスに帯同する。戦後は現役を退き、マルスの良き相談相手となった。
英雄戦争編では参戦しないがマルスの軍師として帯同する。騎士としては引退した身ではあるが、ラングのマルスに対する傲慢な態度に怒り決闘になりかけるなどまだまだ衰えていない様子。最終盤においては生贄とされかけているシスターたちを前に戦いを躊躇するマルスに、彼女たちの命を奪ってでも苦しみから解放し、メディウスを討つべきだと進言。「人の上に立つ者は、つらい決断をせねばならぬ時もある」と説いた。
ジェイガンのように主人公を導く役割を担い、ゲーム序盤で強い性能を持つユニットは後年のシリーズ作品にも度々登場し、開発者からは通称「ジェイガン」と呼ばれている。
電撃CD文庫ではガーネフの暗黒魔法・マフーの犠牲となり、マルスがジェイガンを蘇らせるためにオームの杖を探す決意をする場面でストーリーが締め括られる。
『小学館 任天堂公式ガイドブック ファイアーエムブレム百科』では、しりあがり寿のコラムにて「マルスの充実な爺やという感じで頼りになる存在であるが、死んだ時やり直すかどうか悩む」「僕はシーダとかの女の子が死んだらやり直すが、ジェイガンは…頑固ジジイなので。しかし死んだらリセットしないと言ったら泣くだろうな」と述べていた。
『#FE』では古の英雄のミラージュとして登場。
カイン (Kain / Cain)
声 - 石川英郎（電撃） / 高木渉（箱田・1巻）→小野坂昌也（同・2巻以降） / 関智一（ラジオ） / 檜山修之（OVA） / 増田俊樹（#FE・ヒーローズ）
クラス/登場作品：ソシアルナイト→パラディン/『暗黒竜』『紋章』『新・暗黒竜』『新・紋章』。
アリティア騎士団の騎士。「猛牛」の異名の通り猪突猛進な斬り込み隊長。アベルとは良きライバル。年齢は20代。
暗黒戦争編ではタリスでの挙兵時からマルスに帯同する。戦後もアリティア宮廷騎士団に残り、後輩の指導に努めた。
『新・暗黒竜』ではコーネリアスと共に戦っていたがグラの裏切りにより劣勢と見たコーネリアスの命を受け単騎で戦線離脱、序章でコーネリアスの遺言を伝える役割も担い、そのためかノーマルモードで進めた場合は終章で彼の回想セリフが追加される。
英雄戦争編ではアリティアの守備隊隊長として留守を預かっていたが、アカネイア・グラ・オレルアン連合軍による奇襲を受け、帝国軍捕虜となるものの隙を見て脱出し、カシミア大橋でアリティア軍に合流する。戦後は病により死去したアランの後を継いでアリティア宮廷騎士団の隊長に任命され、ジェイガン亡き後マルスの最も信頼する部下となった。
『新・紋章』では、クリス率いる第七小隊の教官を務めているが、コーネリアス王を救えなかったことを今でも悔んでいる節が見受けられる。
『覚醒』においては、英雄王マルスに仕えた二人の騎士の一人である「猛牛」として、彼の二つ名が伝説として伝わっている。
『#FE』ではソシアルナイト、クラスチェンジでパラディンとダークナイトの2択。ミラージュブラスト選考時、マスターである赤城斗馬との相性が一致し、すぐに決まったという。声の担当、増田からはマスターである赤木斗馬との差異のために、落ち着いた青年らしいキャラクターを演じたと語っている。
アベル (Abel)
声 - 神奈延年（電撃） / 関俊彦（箱田） / 成田剣（ラジオ） / 置鮎龍太郎（OVA） / 佐藤拓也（#FE・ヒーローズ）
クラス/登場作品：ソシアルナイト→パラディン/『暗黒竜』『新・暗黒竜』、パラディン/『紋章・第2部』『新・紋章』。
アリティア騎士団の騎士。「黒豹」の異名を持つ。カインとは良きライバルで、彼とは正反対の冷静沈着な性格。
暗黒戦争編ではタリスでの挙兵時からマルスに帯同する。戦いの中、マケドニアの天馬騎士エストと相思相愛の関係になる。また、その姉であるパオラからも思いを寄せられている。戦後はアリティア宮廷騎士団を除隊。エストと結ばれ、小さな店を始める。
英雄戦争編では帝国軍の攻撃に抵抗するも、エストが帝国軍に囚われてしまったことからやむなく帝国軍に付く。マルスかエストで説得することで仲間にすることができる。戦後は突然姿を消したエストを追ってアリティアを離れる。エストが死んだ場合は、エストを失った悲しみからアリティアを離れる。いずれの場合もその後の行方は不明となる。
『暗黒竜』の公式イラストでは出っ歯でひょうきんな外見であったが、『紋章』では美形の青年になっている。
『覚醒』においては、英雄王マルスに仕えた二人の騎士の一人である「黒豹」として、彼の二つ名が伝説として伝わっている。
『#FE』では、呪いを受けた敵ブラストとして登場。
ドーガ (Doga / Doga / Draug)
声 - 石川英郎（ラジオ） / 川津泰彦（OVA） / 竹内良太（#FE・ヒーローズ）
クラス/登場作品：アーマーナイト/『暗黒竜』、アーマーナイト→ジェネラル/『紋章』『新・暗黒竜』『新・紋章』。
アリティア騎士団の重騎士。仲間の壁となって戦う。まだ若者だが、ジェイガンを除く挙兵時のアリティア軍のメンバーでは最年長である。朴念仁でかつ普段はのんびりしているが、戦に関しては真面目である。
暗黒戦争編ではタリスでの挙兵時からマルスに帯同する。戦後も騎士団に残り、辺境の守備に付いた。体重も10キロは増えたらしい。
『新・暗黒竜』では難易度ノーマルでのみ追加される序章『結』をクリアし、アリティアを脱出した時に加入するため、序章でジェイガンをロストしていた場合、彼のセリフを喋ることとなる。
英雄戦争編ではグルニア遠征に最初から参加する。戦後はそれまでの戦歴を評価され、マルスの命でグルニアの守備隊隊長に抜擢される。
『新・紋章』ではクリスの話によると暗黒戦争で活躍した戦士の一人として知れ渡っているらしいが、クリスが聞いた戦いの内容は激しく誇張され、尾鰭が付き過ぎた内容となっており、それを知って非常に慌てていた。
『#FE』ではアーマーナイト、クラスチェンジでジェネラルとバーサーカーの2択。ミラージュブラスト選考時、『覚醒』のカラムなどの他のアーマーナイトキャラクターと検討した結果、第1作目のインパクトという理由で決まったという。ドーガ役の竹内良太からはドーガを演じるにあたりマスターである源まもりにとって良き兄、理解者であるように演じたという。マスターの成長を喜び悲しむドーガの「この様に大人に成長していくのか…」という場面が印象に深かったという。
ゴードン (Gordon / Gohdon / Gordin)
声 - 保志総一朗（ラジオ） / 石田彰（OVA） / 村瀬歩（#FE・ヒーローズ）
クラス/登場作品：アーチャー→スナイパー/『暗黒竜』『紋章』『新・暗黒竜』『新・紋章』。
アリティア騎士団の弓兵。挙兵時のアリティア軍のメンバーでは最年少で、未熟であるが将来有望な少年。努力家で礼儀正しいが少し気が弱い。あまり威厳がないらしく、『新・紋章』では、第七小隊の試験を助けた際、周りから彼も見習い騎士だと勘違いされるなど報われない境遇になっている。
暗黒戦争編ではタリスでの挙兵時からマルスに帯同する。戦後は弓の腕を磨くためアカネイアの弓騎士ジョルジュに弟子入り。後に弟ライアンと共にアリティア宮廷騎士団に復帰した。『新・暗黒竜』の序章ではアリティア脱出時にグラ軍に捕まっており、敵軍の服を着せられてマルスたちに敵と誤認させ同志討ちをさせるべく丸腰で牢獄に閉じ込められているがマルスで話しかけると仲間になる。
英雄戦争編ではグルニア遠征にライアンと共に最初から参加する。暗黒戦争での活躍から、アリティア一の弓使いと呼ばれている。カシミア大橋の戦いでは師ジョルジュと再会し、彼を説得した。戦後はなぜかアリティア宮廷騎士団を除隊。アカネイアのパレスに赴き、後にアカネイア自由騎士団に参加した。
『#FE』では古の英雄のミラージュとして登場。ミラージュマスター選考時に『覚醒』のヴィオールとの同兵種の競合があり、マスターである弓弦エレオノーラの気の強い性格から、尻に引かれるため、駄目になった。
アラン (Aran / Arran)
クラス/登場作品：パラディン/『暗黒竜』『紋章』『新・暗黒竜』『新・紋章』。
アリティアの西の村に暮らす聖騎士。アリティア以前にいた騎士団において、主君の命令により不作で飢えに苦しむ罪のない領民を虐殺したことがあり、それが原因でどこかに仕えることを止め流浪の身となった経歴がある。そのため主君としてマルスの人柄に惚れ込んでおり、心から忠誠を誓っている。
暗黒戦争編で彼が仲間になる村はサムソンが仲間になる隣の村と仲が悪く、アランを仲間にすると隣の村が閉まってしまうためサムソンとは二者択一で仲間となる。戦後はジェイガンに請われて彼の後を継ぎ、アリティア騎士団の隊長となった。
英雄戦争編ではグルニア遠征に参加するが、このとき既に重い病を患っているらしく、自ら長くはない身と悟りながらも騎士としての道を貫き通し、未来を守るために病の身体をもってして参加。散り際のセリフでは「戦いで果てるなら本望」だと、戦場に死に場所を求めていた節が窺える。戦後はマルスの行方を見届けられたことに満足し、他界した。
フレイ (Frey)
クラス/登場作品：ソシアルナイト→パラディン/『新・暗黒竜』『新・紋章』。
アリティア騎士団の騎士。自己犠牲の信念が強く他人が苦労を負うぐらいなら自分が苦労を背負いこむ性格。当初は存在しなかった赤のカインと緑のアベルに対する「青」の騎士だが難易度ハードでは登場しない。
暗黒戦争編の正史において、序章でグラ軍の追撃からマルスの身代わりとして囮となった。戦後はアリティア宮廷騎士団に残り戦火に荒れた祖国の復興に力を注ぐ。
英雄戦争編では生還していたものの、敵によって切り刻まれて生きているのが不思議なほどの重症を負い、何日もの間生死の境を彷徨った上に、記憶を失い長い間別人として生きていたという経緯が明らかとなった。それが元で負った古傷が時折痛むこともあるという。特に理由は語られていないが、パオラやカチュアから支援を受ける。前日編6章ではその信念から自ら志願し新人騎士に講義を担当する教官として登場した。本編ではノルンと共に陥落したアリティア城から脱出、本編6章にてアリティア軍の増援として駆け付けた。
ノルン (Norn / Norne)
声 - 原由実（ヒーローズ）
クラス/登場作品：アーチャー→スナイパー/『新・暗黒竜』『新・紋章』。
元は村娘だったが窮地に陥った祖国アリティアを救うために弓兵として軍に志願する。素直ではきはきとした性格。
暗黒戦争編では『新・暗黒竜』の序章『結』クリアー時に囮（または敵ゴードン）含めて二人以上の欠員が出ていると登場する志願兵で、脱出の手筈を整えていたドーガと共に加入する。難易度ハードでは序章がカットされるため登場しない。戦後は故郷に戻り普通の女性として平凡ながらも幸せな人生を送った。
英雄戦争編ではマルスの窮地において再びアリティア騎士団の一員となり、本編6章でフレイと共に援軍として駆け付ける。クリスとは幼少の頃一度だけ知り合っており、森で遭難した時に助けられた。その時にクリスが「アリティア騎士になる」と言い、自身もアリティアのために何かしたい、また再びクリスと再会したいとの思いで騎士団の一員となったことがクリスとの会話で明かされる。特に理由は語られていないが、ドーガやゴードンと支援関係がある。

#### 第七小隊
ルーク (Ruke / Luke)
声 - 梅原裕一郎（ヒーローズ）
クラス/登場作品：ソシアルナイト→パラディン/『紋章・第2部』『新・紋章』。
暗黒戦争後にアリティア騎士団に志願した新米騎士。グルニア遠征出兵時より、アリティア軍に帯同する。戦後はアリティア騎士団を除隊し、再び遊び人として気ままな生活を送った。
『紋章』ではロディをライバル視している。元々は気ままな遊び人という設定だったが、『新・紋章』ではロディとは長年の相棒の関係で、また初日で自分より目立っていたクリスをライバル視している。
『新・紋章』では、代々アリティア騎士の家に生まれ、後継ぎとして騎士となったものの受勲前に病気で除隊した兄に代わって騎士となった、という背景が追加された。自身は「家の名誉のために兄の代わりに志願させられた代用品」と感じており、それ故周辺には「女の子にもてたいから騎士に志願した」と装っている。同時に軽いお調子者の性格面も強くなり、「暁の聖騎士」「明日の聖騎士」などと名乗ったりする。
ロディ (Rody)
声 - 八代拓（ヒーローズ）
クラス/登場作品：ソシアルナイト→パラディン/『紋章・第2部』『新・紋章』。
暗黒戦争後にアリティア騎士団に志願した新米騎士。貧しい家に生まれ、妹たちの生活を支えるため騎士に志願した。母親は幼い頃に死別して以降、妹たちの母親代わりをしており、料理や裁縫などといった家事全般も得意である。『新・紋章』では生真面目で冷静沈着な性格が強くなり、才に優れながらも鍛錬を欠かさないクリスに一目置いている。『紋章』では「ルークにライバル視されており、セシルとはいい仲である」という設定だったが、『新・紋章』ではルークとは長年の相棒、セシルとは男女を超えた生き方を考えさせ合う仲になっている。
英雄戦争編にてグルニア遠征出兵時からマルスに帯同する。戦後もアリティア宮廷騎士団に所属し、後に大陸有数の聖騎士となる。
ゲームブック版『紋章』には登場しない。
セシル (Cecil)
クラス/登場作品：ソシアルナイト→パラディン/『紋章・第2部』『新・紋章』。
暗黒戦争後にアリティア騎士団に志願した新米女性騎士。性格は男勝りで攻撃的、弱みを突かれると逆上する暴力女として有名になっている。また女性だからと下に見られることを非常に嫌い、ことあるごとに男性と張り合っている。『紋章』ではアリティア宮廷騎士団の紅一点で、ルークとロディの先輩でロディとは相思相愛という設定だったが、『新・紋章』では彼らと同期である。気合が入るからとハチマキを愛用しており、『新・紋章』ではクリスにも試着させようとカタリナに預けている。
英雄戦争編にてグルニア遠征出兵時からマルスに帯同する。戦後は戦災で被害を受けた民のサポートに当たり、生涯アリティアに忠誠を尽くした。
『新・紋章』の前日譚にて当初は第九小隊の一員だったが、セシル以外の騎士候補生が夜逃げしたためにカタリナの手筈で第七小隊に加わることとなる。この経緯や同性同士というのもあってカタリナに対してはかなり友好的であり、前日編の最後で裏切ったカタリナをいずれは再び仲間へ呼び戻そうと誓ったのはクリスと彼女だった。カタリナが改めて仲間になった後はあえて厳しい態度を取りつつも、クリスへの想いを含めて彼女が皆に溶け込めるよう後押ししている。
ライアン (Ryan / Raian)
クラス/登場作品：アーチャー→スナイパー/『紋章・第2部』『新・紋章』。
暗黒戦争後にアリティア騎士団に志願した新米弓兵。ゴードンの弟。兄と同じく控えめで少々臆病だが、兄に憧れ騎士団に志願した。まだ幼いがとても礼儀正しく、時々大人びた面も見られる。クリスのことを兄（姉）のように慕っている。
英雄戦争編にて兄と共にグルニア遠征に最初から参加。戦後もアリティアに残り、宮廷騎士団に参加する。
マイユニット / クリス (My Unit / Chris)
声 - 日野聡（男・ヒーローズ）、lynn（女・ヒーローズ）
『新・紋章』にて新登場したプレイヤーの分身とも言えるキャラクター。デフォルト名はクリス。後述のように自由に性別や容姿を設定できるが、パッケージイラストや公式イラストに描かれた姿がデフォルトデザインである。デフォルト名が「クリス」なのは、男女の両方に使える名前だからである。
名前をつけて性別、職種、容姿、境遇などを選択して作成する。ゲーム中では汎用クラスからクラスを選ぶのだが、『ファイアーエムブレム0』では下級職が前日譚の姿が基になった『騎士見習い』、上級職が英雄戦争時の姿が基になった『近衛騎士』というオリジナルのクラスが宛がわれている。
セラ村出身の若者で、かつてアリティア王宮騎士団の一員でありジェイガンの友人でもあった祖父のマクリルによって育てられた。両親は幼いころに他界、祖父も少し前に亡くなっている。祖父を尊敬しており、遺志を継ぐべく序章で騎士団に志願する。入団後は第七小隊の隊長となって一人前の騎士を目指して訓練に明け暮れる。幼少よりいずれはアリティアを守るよう祖父から言い渡されてきたが、後には祖父への敬意だけではなく、マルスら誇れる仲間たちと共に人々を守るという近衛兵の志も芽生える。
真面目でまっすぐな性格だが、正直者すぎてからかわれても気付かなかったり、逆に真に受けて無茶苦茶なことでもかまわず遂行してしまうことがある。幼い頃から祖父に徹底的に鍛えられていたため心身ともにタフかつ努力家で訓練量は半端ではなく、ルークが真似した所、日課の半分のところでリタイアした。武芸一辺倒だけでなく本も半端ではない量を読み込む。またナバールを真面目な人間にしようとしたり、ミシェイルに家族との交流を取り戻すよう勧めるなどさりげなく相手の懐を広げさせる器量を持つ。
カタリナによると隠れファンが多いらしく、異性との支援会話では最終的に恋愛感情を持たれることも多いが、異性関係に対してはかなりストイックかつ鈍く（恋人より国家のほうが大事と語る）、アプローチや告白と捉えられるようなことを言われても気付かずスルーしてしまうことすらある。
戦いを通じてマルスとは主従を越えた同志となるが、あくまで人々からのシンボルとなるマルスの影として彼を支える道を自ら選び、歴史の表舞台に出ることはほとんど無く本名が解らない『影の英雄』としてしか歴史に残る事はなかった（公式サイト『ファイアーエムブレムワールド』における解説によると、本名で公式な記録があるのは前日編における暗殺組織の襲撃からマルスを守った件のみ）とされている。
カタリナ (Katarina)
声 - 優木かな（ヒーローズ）
クラス/登場作品：魔道士→賢者/『新・紋章』。
クリス（マイユニット）に用意されたヒロイン的キャラクター。
クリスと共にアリティア騎士団に志願した軍師志望の少女。丁寧でおとなしい性格。志願初日に組んだことが縁で第七小隊に所属しクリスの補佐役として活躍、マルスとジェイガンからクリスと共にマルスの近衛騎士に推される。クリスとは強い信頼で結ばれている。誰に対しても謙虚であるが、クリスを侮辱した者に対しては怒りを露わにすることもある。マルスの話になると夢中になって周りが見えなくなり、一度だけだがそのことでジェイガンに怒られた。
その正体はノルダ出身の孤児でありエレミヤ率いる暗殺組織の一員。カタリナとは任務のために使っていた偽名であり、本名はアイネ。暗殺者としては冷静に戦局を見渡す鋭い洞察力を持つとともに、魔道士としての能力も高い。軍に志願したのは、ガーネフに操られていたかつての孤児院長エレミヤの命を受けて、マルスの命を狙いアリティア軍への内通者および工作員として城に暗殺者を手引きするためであり、クリスとの交流もすべて彼（彼女）を利用してマルスの信頼を得て近づくための演技であった。
幼い頃から虐げられて育ってきたため、自身を卑下するような素振りを見せる。同じ孤児院育ちで暗殺組織の一員でもあるクライネは義理の妹で、彼女の希望で誕生日も同じ日としている（孤児のため実際の誕生日は不明）。共に暗殺者となってからは熾烈な言動を浴びせ続けられているが、彼女の心情は理解しており姉として温かい態度で受け止め、常に気遣っている。
前日編の最後でアリティア騎士団を裏切るが、本心では自分を大切な仲間として扱ってくれたアリティア軍での出来事を幸せだったと認識しており、離反の前日には密かに涙を流していた。それ以降もエレミヤに逆らえずともクリスやアリティア軍を気にかけ何度も暗殺に異を唱えていた。敗北したローローたちやクライネが冷淡に見捨てられ死んだことから孤独になり、その後彼女自身もエレミヤから玉砕同然の出撃を命じられる。自分が倒されることでクリスたちを傷つけないよう死を願うも、涙を隠しながらの特攻であったこともあり彼女の本心がクリスたちの下にあることが理解され、クリスの再三に渡る説得の末、贖罪のため生きるよう促され再びアリティア騎士団に加わる。
アリティア軍に復帰以後は罪滅ぼしのために粉骨砕身し、心身共に成長した。クリスをより従順的に慕い想いを寄せ、クリスが男性の場合には密かに告白する。クリスへの好意に気付いたセシルからは茶々を入れられつつも後押しされている。
『新・紋章』の追加コンテンツ「暗殺者」では主役を務め、他の暗殺組織の面々と共に実戦訓練として山賊団・サムシアンの残党殲滅に向かう。このエピローグでサムシアンのアジトから解放した少女「カタリナ」から名前を問われた際、咄嗟に自分も同じ名前だと言いこれが偽名の由来となった。

### 貴族
モロドフ (Morodof)
登場作品：『暗黒竜』『紋章・第1部』『新・暗黒竜』。
貴族で爵位は伯爵。マルスの教育役として寝食を共にした名軍師。マルスは彼を「じい」と呼んでいる。博識でアカネイアの地理や歴史に精通しており、ことあるごとにマルスにさまざまな助言をする。
暗黒戦争編ではタリスでの挙兵時からマルスに帯同する。
『新・暗黒竜』ではアリティア陥落時、自ら進んで囮となり城に残ったエリスや、マルスの身代わりとなりグラ兵を引き付けた騎士を救おうとしたマルスを懸命に諭した。
英雄戦争編では病のため軍師の職を引退し、友人のジェイガンが後を継いでいる。
マリク (Marich / Merric)
貴族。魔道士になるためにカダインに留学した。
詳細は#カダインのマリクの項を参照。

### その他
サムソン (Samson)
クラス/登場作品：勇者/『暗黒竜』『紋章』『新・暗黒竜』『新・紋章』。
アリティアの東の村に暮らす勇者。かつては剣闘士として名を馳せていた。マルスを斜に見ており、暗黒戦争時に仲間になる時も、英雄戦争時のシーマとの会話でも彼に敬語を使っていない。戦時中に自分に求められるものは「動」であり、戦の合間にすべきことは「静」であるとして、よく瞑想を行っている。
暗黒戦争編にて彼が仲間になる村はアランが仲間になる隣の村と仲が悪く、サムソンを仲間にすると隣の村が閉まってしまうためアランとは二者択一で仲間になる。戦後は再び傭兵稼業に戻った。
英雄戦争編ではグラ王国のシーマ王女に雇われている。シーマから好意を抱かれており、彼自身もシーマに恋の感情を抱いている節が見受けられ、後日談の異名も「シーマの勇者」となっている。シーマへの好意は最初無自覚な面が強かったものの、疲労しきったグラ軍には彼を雇う資金がもう無いにもかかわらず「なぜか見捨てられない」とシーマに協力しており（つまり一切報酬を受け取っていないで戦っていた）、アリティア軍が攻めてきた際も運命を共にするつもりでいた。これにはマルスが真に英雄の器ならばシーマの気が変わるかもしれないという期待もあった様子。マルスがシーマに降伏を願い出て彼女が助かったことを確認した後は、一度は立ち去ろうとするが、シーマに強く呼び止められて彼もそれを受け入れ、アリティア軍に参加する。戦後はシーマと共にパレスに落ち着く。有事の際には周囲から頼りにされたらしい。
『新・紋章』ではクリスとの会話の中で女性へ贈るプレゼントに悩んでいることを打ち明け、クリスが道具屋のララベルに相談したところ、「戦いを終わらせる事が彼女への最高のプレゼント。物を買うのはその後でいい」との回答を得て得心がいったようである。
なお『紋章・第2部』で、仮にグラへの報復としてシーマを倒してしまうとマルスに失望した上で戦うことになり仲間にならない。『新・紋章』ではサムソンとシーマは仲間になった後、グラ兵に攻撃する事ができず、さらに他のキャラでグラ兵を攻撃した場合、シーマ共々失望し、再度敵になる。

## タリス王国
タリス島を領土とする王国。七王国の中では最も新しい国で、歴史が浅く騎士団を持たない。また、辺境故にその存在はあまり知られていない。アカネイア大陸の東部に位置し、北西をガルダ海(Oceanus Garda)、南をペラティ海(Oceanus Peraty)に囲まれている。海を挟んで西にアカネイアと接する。小さな島国であり、地図を見る限り領土はアリティアと同程度。島内に3つの村を持ち、北西に王城がある。また東にはマルスとアリティア騎士団が匿われていた砦がある。

### 王族
モスティン (Mostyn)
声 - 大塚明夫（ラジオ） / 塚田正昭（OVA）
登場作品：『暗黒竜』『紋章・第1部』『新・暗黒竜』。
タリス王。元々はタリス島の一部族長でタリスを統一した人物。シーダの父。温厚な性格で、その面識は広く、グルニア王国の将軍・ロレンスとも旧知の間柄である。また奴隷剣闘士の出自であるオグマの武勇と人物を高く評価し、義勇軍の隊長へと抜擢した。
暗黒戦争編ではドルーアから追求の手が伸びる可能性も恐れず、落ち延びてきたマルスらを領内に匿い、力を蓄えて機会を待つよう諭した。そして旅立つマルス（プレイヤー）に、行く先々で様々な事情から隠れたり、やむを得ず敵側に与している者たちがいることを伝えて送り出し、オグマ率いる少数の援軍をマルスに同行させた。
英雄戦争編では直接の登場は無いが、旧友ロレンスを助けるべくオグマを派遣した。
『暗黒竜』では「王」と言う表記だけである。
シーダ (Sheeda / Shiida)
クラス/登場作品：ペガサスナイト→ドラゴンナイト/『暗黒竜』『紋章』『新・暗黒竜』『新・紋章』。『新・暗黒竜』『新・紋章』ではファルコンナイトへのクラスチェンジも可能なった。
タリス王女であり、マルスに思いを寄せている。
詳細はシーダを参照。

### 傭兵団
オグマ (Oguma / Ogma)
声 - 檜山修之（電撃） / 若本規夫（箱田） / 小杉十郎太（ラジオ・OVA・#FE・ヒーローズ）
クラス/登場作品：傭兵→勇者/『暗黒竜』『紋章』『新・暗黒竜』『新・紋章』。
タリス軍の隊長を務める傭兵。生まれはペラティ島と言われている。父はアカネイアの下級貴族で、母はグルニア出身。かつてはノルダの奴隷剣士だったが、仲間たちを助けるため反乱を起こし、捕まり処刑されかかったところを偶然通りかかった幼い頃のシーダに助けられて、以後彼女に絶対的な忠誠を誓っている（この経緯は『紋章』における奴隷時代の舎弟・サムトーとの会話で明かされた）。シーダに淡い感情を抱いているようだが、決してそれを外部に出すことはなく、あくまで彼女を思いマルスとの恋を応援している。シーダからは主従以上の大切な存在として見られている。他の者に対してもあまり感情を表に出すことは無く、口数も多くないが、義理堅くて熱い思いを秘めた人物であり、部下やサムトーたちからは絶大な信頼がある。自身の背丈ほどもある分厚く幅広な刃の大剣を軽々振り回し、奴隷剣士として戦ってきた経験から通常の戦闘では取得できない剣技を覚えたが、本人はその剣技を汚い戦い方と忌み嫌っている。
暗黒戦争編ではタリス王の命で部下を引き連れてマルスへの援軍として参戦。戦後はタリス島の人々のために働いていた。
英雄戦争編ではタリス王の命で王の旧友・ロレンスの下を訪れ、彼からグルニア王の遺児であるユミナとユベロをウェンデル司祭の元へ送り届けるよう頼まれた。しかし、ユミナがロレンスの元を離れようとしなかったため、総司令官であるラング将軍を討つことで占領軍を退かせようと行動を起こす。二人がラング将軍に連れ去られた後も一人で城を襲撃し取り返すなど猛者ぶりを発揮した。その後、ウェンデルが滞在しているというホルム海岸にて海賊（マケドニア・バイキング）に襲われていたところを謎の仮面騎士シリウスに助けられ、折りしもそこへ同じ目的のために進軍してきたアリティア軍に合流する。オグマもシリウスと以前会ったような記憶があるらしい。戦後は姿を消した。
『新・紋章』では前日編にも展開次第で教官として登場し（ドーガと二択）、前日編の最後に「グルニアに用がある」とロレンスの下に向かっている。
『新・紋章』の追加コンテンツ「剣に定められた者は剣に」では主役を務める。タリスで起こった辺境部族の反乱の鎮圧とそれに巻き込まれたシーダの救出に向かい、そこで反乱軍に雇われたナバールと対峙し決闘を挑まれる。エピローグでは、奴隷時代は社会の全てを怨んでそれを力に剣を振るい続けるだけという、ナバールの指摘するどおり人物だったとシーダに告白しており、彼女との出会いは奴隷からの解放だけではなく、戦いや生きるための目的や大儀そのものを得たということを明かしている。
『ファイアーエムブレム・ザ・コンプリート』の水縞とおるの漫画「紅の剣士」ではすでに過去にナバールとの面識がある。
篠崎砂美の小説版では、正式名が「オグマ・スビル」である。
『小学館 任天堂公式ガイドブック ファイアーエムブレム紋章の謎』のインタビューで『紋章』のCMに参加した女優、裕木奈江がお気に入りのキャラクターだと語っている。
アカネイア大陸シリーズのサブキャラ中では人気が高く、『ニンテンドウオールスター!大乱闘スマッシュブラザーズ』の公式サイト『スマブラ拳!!』の「アンケート集計拳!!」で実施された「スマブラ2があるとしたら出てほしいキャラ」というアンケートでは、当時のFEのキャラクターの中で第3位となっている（ちなみに第1位はマルス、第2位はFEの誰かで、マルス以外の主役級を上回る票数であった）。
『暗黒竜』でのイメージイラストからほとんど変更を加えられていない。服装だけは『紋章』での会話グラフィックで勇者の戦闘グラフィックを代表した青い重装鎧にアレンジされたが、『新・暗黒竜』『新・紋章』では軽装の鎧に戻った。
『幻影異聞録♯FE』では古の英雄・ミラージュとして登場。ミラージュマスター選考時に、同兵種のナバールとの競合が起こり、ゲームディレクターの平田弥は、どうしても入れたいと推していたが、マスターである、剣弥代のクールな性格とオグマの雄々しさが合わないことで駄目になった。
サジ (Saji / Bord)
声 - 三戸耕三（#FE）
クラス/登場作品：戦士/『暗黒竜』『紋章』、戦士→ウォーリアー/『新・暗黒竜』『新・紋章』。
オグマの一の子分を自称するタリス軍の義勇兵。技術を駆使した戦いを得意とする。サジ・マジ・バーツは3人とも王や国のためというよりもオグマのために戦っているという面が強く、戦死時のセリフもオグマへの謝罪で、自分たちが慕うオグマの恩人という理由でシーダにも敬意を払っている。仲間想いで3人の中では一番真面目な性格をしており、思慮深い。
暗黒戦争編ではタリス王の要請でアリティア軍に参加。戦後はタリスで木こりとして平和に暮らした。
英雄戦争編ではシーダのフィアンセとなったマルスをサポートするために参戦。木を切る際には量よりも“質”に拘っており、演習用の武器を作るのに加工しやすいと高評価を得ている。戦後はきこりとして暮らしながらも、いつでも戦えるよう訓練も忘れていないらしい。
『新・紋章』の追加コンテンツ「剣に定められた者は剣に」でもマジと一緒に登場し、時間通りに合流できないオグマを不安に思いながら2人で奮闘していた。この時点では少なくともまだ義勇軍に所属していた。
『#FE』では黒乃霧亜のサイドストーリーのボスミラージュとしてマジと共に登場。
マジ (Maji / Cord)
声 - 真仲恵吾（#FE）
クラス/登場作品：戦士/『暗黒竜』『紋章』、戦士→ウォーリアー/『新・暗黒竜』『新・紋章』。
オグマの一の子分を自称するタリス軍の義勇兵。速さに重きを置いた戦いを得意とする。サジ・マジ・バーツは3人とも王や国のためというよりもオグマのために戦っているという面が強く、戦死時のセリフもオグマへの謝罪で、自分たちが慕うオグマの恩人という理由でシーダにも敬意を払っている。マルスに対して敬語を使わないなどやや軽い性格をしている。義理人情に厚く、後先考えずに行動するところがある。
暗黒戦争編ではタリス王の要請でアリティア軍に参加。戦後はタリスで木こりとして平和に暮らした。
『新・紋章』ではシーダのフィアンセとなったマルスをサポートするために参戦する。木を切る際には質よりも“量”に拘っており、そのおかげで照明や調理に欠かせない薪が不足した事は無いと感謝されている。戦後は再びきこりとして暮らした。
『新・紋章』の追加コンテンツ「剣に定められた者は剣に」でもサジと一緒に登場し、時間通りに合流できないオグマを不安に思いながら2人で奮闘していた。この時点では少なくともまだ義勇軍に所属していた。
原作版での容姿はサジと瓜二つだったが、『紋章』では顔つきに差異が施され髪型もサジはオールバックに近く、マジは逆立った短髪と区別がつき易くなった。作中ではサジとマジのうち勘違いされるのは何故か毎回マジとなっており、それ以外にも何かと災難を受ける役回りとなっている。開発スタッフの話によると、マジとサジが似ている理由として「実は兄弟である」という設定を加えようか考えたらしいが、結局採用はされず原作どおり同僚となっている。
『#FE』では黒乃霧亜のサイドストーリーのボスミラージュとしてサジと共に登場。
バーツ (Barst)
声 - 高木渉（OVA） / 濱野大輝（ヒーローズ）
クラス/登場作品：戦士/『暗黒竜』『紋章』、戦士→ウォーリアー/『新・暗黒竜』『新・紋章』。
オグマの部下の一人で、タリス軍の義勇兵の戦士。他の二人に比べ実力は突出している。
暗黒戦争編ではタリス王の要請でアリティア軍に参加。戦後はアカネイア軍に参加するが、しばらくして脱走。その後は海賊になったとも言われている。
英雄戦争編では『新・紋章』にて脱走した後が登場。登場時点では木こりをしており、軍や戦いには嫌気がさしていたもののオグマおよびサジ・マジの説得で彼らへの協力を決意し仲間になる。クリスは彼が仲間になった当初はオグマの関連者だということを知らず、柄の悪さから警戒心を抱いていた。バーツ自身はクリスを気に入り、彼の躰を「いい身体」と評している。

### 領民
リフ (Riff / Wrys)
声 - 利根健太朗（ヒーローズ）
クラス/登場作品：僧侶→司祭/『暗黒竜』『新・暗黒竜』『新・紋章』。
タリス在住の僧侶。禿頭が特徴の老僧。少々天然ボケな面が見られるが本人は至って真面目である
暗黒戦争編ではマルスが村を訪問すると、自ら参加を申し入れアリティア軍に入る。戦後はアリティアで孤児院を営む。『紋章』では存在自体がカットされ、『暗黒竜』で彼が仲間入りした村では代わりにきずぐすりが入手できる。このためか、『ヒーローズ』のイラストではきずぐすりを手に持つ皮肉めいた姿で描かれている。『新・暗黒竜』における再登場に際しては、『紋章』でカットされたキャラクターの代表格として扱われていた。
英雄戦争編では『新・紋章』の前日譚にてアリティア軍第七小隊の癒し手として登場。後に旅に出るが暗殺組織に狙われ危ういところをアリティア軍に救われる。髪が伸びたクリスに手入れが楽な髪型として自分のように頭を丸めることを提案し、承諾すると彼（彼女）はスキンヘッドになる。前述のように戦後はアリティアで子供たちの面倒を見ていたが、建てたのは修道院となっている。
篠崎版では、本職の僧侶ではなく伝令等の間接的な役割を果たす。
カシム (Kashim / Castor)
声 - 豊永利行（ヒーローズ）
クラス/登場作品：ハンター/『暗黒竜』『アカネイア戦記編』、ハンター→ホースメン/『新・暗黒竜』『紋章』『新・紋章』。
タリスの猟師。実家はかなり貧しく、母は病を患っている。家族思いの青年だが、気弱な性格。
『アカネイア戦記編・正義の盗賊団』ではアカネイアまで出稼ぎに来ていた。行き倒れそうになっているところを自称・義賊のリカードに助けられ、陥落後のアカネイアパレスから財宝を盗み出す手伝いをした。この時、病気の母の他に幼い兄弟がいると言ったが、同情を買うための嘘の可能性がある。
暗黒戦争編では薬を買う金のために祖国を裏切ってガルダの海賊に雇われていた。しかしシーダに事情を話したところ金を恵んでもらい、彼女のために命を捧げると誓ってアリティア軍に寝返った。戦後はタリスに戻り母と暮らすも、相変わらず生活は苦しいままだった。
英雄戦争編ではまだ母の病気が治っていないらしく、妹リーンの死をきっかけに豹変。裏稼業に手を染めはじめ、寸借詐欺を働くようになった。薬代を稼ぐためにマケドニアまで出稼ぎに来ていたところ、そこで再会したマルスの善意を期待して立ち去ろうとする彼を呼び止めて金を恵んでもらい、その恩を口実に仲間になる。戦後はアカネイア自由騎士団に一時参加するも、再びタリスに戻り母と暮らす。貯金もだいぶできたらしい。後日談で表示される通称は上記の理由から「タリスのサギ師」となっている。ちなみに詐欺師としてのテクニックは『アカネイア戦記編』にてリカードから盗んだものである。

### ガルダの海賊
タリス島西側の対岸に位置するガルダの港を支配している海賊。
ゴメス (Gomes)
クラス/登場作品：海賊/『暗黒竜』『紋章・第1部』『新・暗黒竜』。
ドルーア帝国の侵略前線を守るガルダの海賊の首領。
『トラキア776』にも同名の敵が登場する。ただしクラスは「ウォーリア」である。
ガザック (Gazak)
声 - 梁田清之（OVA）
クラス/登場作品：海賊/『暗黒竜』『紋章・第1部』『新・暗黒竜』。
タリス王国を襲って大勢の人を死に追いやった残忍なガルダの海賊。タリス城を占拠するが挙兵したマルス一行によって討伐される。
『聖戦の系譜』の闘技場と、『if』の外伝マップにも同名の人物が登場する。ただしクラスは前者は「アクスファイター」、後者は時期によって「アクスファイター」か「バーサーカー」である。
ダロス (Daros / Darros)
声 - 田中進太郎（ヒーローズ）
クラス/登場作品：海賊/『暗黒竜』、海賊→バーサーカー/『新・暗黒竜』『新・紋章』。
元船乗りの海賊。元々は掃除が得意な船乗りの雑用係で食べ残しを海に捨てることを「大罪」と称してしまう程の善人であり生粋の荒くれ者では無かったが、海賊の襲撃にあった際身を守るために斧を構えた際に海賊に仲間と勘違いされ、そのまま成り行きで海賊船の雑用をこなしていたという経緯を持つ。味方で唯一の「海賊」（海上に移動できるクラス）
暗黒戦争編では海賊行為に嫌気がさしており、悪事から足を洗うためにアリティア軍に参加する。戦後は気ままな船乗りに戻った。『紋章』では存在自体がカットされて登場しない。
英雄戦争編では海賊からは足を洗ったものの、海賊に適応できる気質のはみ出し者であったため結局真っ当な生活が出来ず、後ろめたさを感じつつも火竜の墓場で火の部族とともに蛮行に奔っていたが、再会したマルスの説得により再び心を入れ替え仲間になる。戦後はアリティアへ渡り、今度こそ真っ当に働いた。
篠崎版では『暗黒竜』と同様で登場するが、海賊だから陸に慣れない、戦いに参加出来るのはガルダの海賊の首領・ゴメスを撃破するまでと言う理由で暗黒戦争には参加しなかった。

## アカネイア王国
アカネイア大陸の中央に位置する最古にして最大の国。陸続きに北西でオレルアンと、また海を挟んで西にドルーア帝国、マケドニア王国と、北東にタリス王国と接する。いわゆる七王国の宗主国。大陸諸国家の総本家ともいうべき大国で、総合的な国力は最も高い。アカネイア大陸の総人口約100万人のおよそ3分の1がアカネイア王国に集中しているとされる。首都は千年王宮とも呼ばれる黄金の都パレス。

### 王族
ニーナ (Niena/Nina/Nyna)
声 - 佐久間レイ（電撃、ヒーローズ）/根谷美智子（箱田）
クラス/登場作品：イベントシーンのみ/『暗黒竜』『新・暗黒竜』、司祭/『紋章・第2部』『アカネイア戦記編』『新・紋章』。
アカネイアの王女。清楚な外見に反し、内に秘めた情熱が接する人すべてに勇気を与える姿から、民からは『アカネイアの白いばら』と呼ばれ敬愛されている。ドルーア帝国による侵攻前は王としての責務を投げだし快楽におぼれていた父王への諫言を若年ながら幾度も行っていたが聞き入れてもらえず、民に対し申し訳ない思いを抱いていた。
602年の王都パレス陥落により彼女以外の王族はドルーア帝国によってすべて処刑されたが、ニーナだけは敵将カミュにより処刑を免れた（『アカネイア戦記編・パレス陥落』がこのエピソードである）。カミュへは当初憎しみを向けていたものの紆余曲折を経てお互い愛し合うようになったが、それぞれの立場により暗黒戦争の終盤に敵同士として戦場でまみえることとなる。
パレス陥落後は二年間カミュにより匿われていたがドルーア帝国に露見し、オレルアン王弟ハーディンの元へ逃される（『アカネイア戦記編・始まりのとき』がこのエピソードである）。そこでドルーア帝国打倒の檄を飛ばし、数か月後に馳せ参じたアリティアの王子マルスへ「世界を救う者に与えられる覇者の証・ファイアーエムブレム」を託しアカネイア王家の代理人に指名した。マルスはその期待に応え暗黒竜メディウスを討ち、605年に暗黒戦争は終結した。
翌606年にはアカネイア王国再建のために王を迎えなければならず、ボアにマルスとハーディンの二択を提示され、婚約者のいるマルスではなくハーディンを選ぶ。その際に暗黒戦争でカミュを喪った心の整理をつけるための時間を希望したが認められず、国のためすぐに婚姻を結ぶ。ニーナに想いを寄せていたハーディンは当初喜んだもののまもなくニーナの心が自分に無いことに気付き、大陸再建への邁進から一転して部屋に閉じこもり酒浸りの日々を送ってしまう。そうした心の隙をガーネフに付け込まれ闇のオーブに支配されたことによりハーディンはアカネイア神聖帝国の皇帝として英雄戦争を巻き起こすこととなった。
英雄戦争編ではハーディンの暴走からリンダを遣わしてファイアーエムブレムをマルスへ託すが、それによりハーディンによって幽閉され、暗黒竜復活のための生贄としてガーネフに引き渡された。竜の祭壇ではハーディンへの罪の意識をつぶやき続けていたが、シリウス（カミュ）により正気を取り戻したハーディンからの謝罪と愛の最後の言葉を伝えられ、シリウスとも離別と感謝の言葉を交わす。
英雄戦争終結の翌年にニーナはアカネイアをマルスに託し、姿を消した。
髪型は作品によって差異があり、『暗黒竜』では髪を纏めてシニヨンにしているが、『紋章』以降ではシニヨンにしながら髪を一部下ろしていると言う変更をされている。
ハーディン (Hardin)
暗黒戦争後にニーナ王女と結婚し、アカネイア第24代国王に即位。その後アカネイア神聖帝国の再興を宣言し、自ら皇帝となったオレルアン王弟。
詳細は#オレルアン王国のハーディンの項を参照。
アドラ1世 (Adra I)
『紋章』からの追加キャラクターで、アカネイア大陸で起きた泥沼の悲劇の元凶。出自は盗賊（ただし、ガトーたち竜族側の見解で、本当のところは不明）。ラーマン神殿から盗んだ封印の盾にはめ込まれたオーブを売り払って得た大金を元手に軍団を作り、同じく盗んだ三種の伝説の武器と彼の軍団の力で周辺の都市国家を統合してアカネイアを建国し、初代アカネイア王となった。竜族を蔑視するマムクートを作り出した。この一連の悪行とも言える行いがメディウスの人間に対する感情を逆転させ、後のドルーア帝国の建国、そして幾多に渡るアカネイア大陸における大規模戦争の引き金となった。
篠崎砂美の小説版（ファミ通文庫）でのアドラ1世の正体は『トラキア776』の登場人物であるリフィスとしていることが作者のHP上にて公開された。アドラ1世＝リフィスの設定は篠崎砂美が『トラキア776』の小説版を書いたことからのクロスオーバーと思われる。さらに小説版ではラーマン神殿から三種の伝説とオーブを盗んだ際の経緯が表記されており、当時、ラーマン神殿の神官長だったメディウスを騙した上に、ラーマン神殿の神官を皆殺しにするという暴挙を行っている。ただし、リフィスの部下たちが神官に見つかったために独断で行ったことであり、リフィス自身はラーマン神殿の神官を皆殺しにする意図はなかった。
アルテミス (Artemis)
100年前のマムクートと人間の戦争の際、滅ぼされたアカネイア王家のただ一人の生き残りとして、当時辺境の地だったアリティアにかくまわれた王女。彼女を愛するアンリがメディウスを倒しアリティア初代国王となったが、平民出身のアンリとアルテミスが結ばれることはついになかった。
この事柄は、ファイアーエムブレムの行使の代償として愛する人と決して結ばれない悲しい運命の伝説として「アルテミスの定め」と比喩されており、暗黒戦争時カミュとの間に悲劇的な結末を迎えたニーナと、シーダが戦死した場合のマルスを、ニーナがこれに喩えている。
カルタス (Cultus)
『紋章』からの追加キャラクター。
100年前の人物。アカネイア王国の有力貴族の出身で、「聖騎士」の称号を持った武将。初代オルレアン王マーロンの兄。主君である王女アルテミスから覇者の証「ファイアーエムブレム」を託され、反ドルーアの兵を纏め上げた。戦後アルテミスと結婚、アカネイア国王となる。即位後はアリティア・オレルアン・グルニア・マケドニア建国の端緒を作る。
しかし一方では、オレルアンの原住民を奴隷階級に落とし、マケドニアに対しては100年に及ぶ内政干渉の因習を作り、グルニアに至ってはアカネイアを凌ぐ国力を持つことを恐れて、度々圧力をかけた。ドルーアの戦争中は、ガトーからメディウスに対抗する神剣ファルシオンを授けるとの啓示を受けながら、前人未到の氷の神殿まで行くことを厭う余り、同志とともにその言葉を「妄言」と一蹴したこともある。
アカネイア王 

登場作品（いずれも名前のみの登場）：『アカネイア戦記編・パレス陥落』『暗黒竜』『紋章』『新・暗黒竜』。
ニーナ王女の父親。心優しいが気弱な性格で、アカネイアの大軍がカミュのグルニア軍に大敗したことが元でパレスに引き篭ってしまい、娘のニーナが何度も諫めても聞き入れなかった。国政への意識も薄かったようである。この国王の惰弱な気質がパレス陥落の一因に繋った。アカネイア・パレス陥落時、ドルーア軍に処刑され死亡。

### アカネイア軍

#### 騎士団
オーエン (Oen)
『紋章』からの追加キャラクター。
かつてアカネイア軍最高司令官だった人物。ミディアの父。『アカネイア戦記編・パレス陥落』では、カミュ率いるグルニア軍との戦いで敗死したと語られている。
ジョルジュ (George/Jorjue/Jeorge)
声 - 間島淳司（ヒーローズ）
クラス/登場作品：スナイパー/『暗黒竜』『紋章』『新・暗黒竜』『新・紋章』。
アカネイアの弓騎士。アカネイアの有力貴族メニディ侯ノアの家の出。「大陸一の弓騎士」と称されているが、それは侯爵家の一族の者たちが名声欲しさに流したものであり、本当の実力はそれほどのものではないと自覚し、その称号も不似合いとして好いてないが相当の実力を有している。ゴードンとの訓練においては、初挑戦ながら樹を撃ち揺らし舞い落ちる木の葉を十二枚打ち抜くという技術を披露しており、またかつてアストリアとの演習の際、振り向きざまに一撃を放ちアストリアを驚嘆させたこともある。一族の人間はジョルジュを同じ名門貴族ディール侯爵家の出であるミディアと婚約させようとしたが、その時既にミディアはアストリアと恋仲にあり、ジョルジュもその気が無かったため身を引いた。メニディ侯爵家の人間はとりたてて武才も名声も無かったが、先を見通す目と権謀術数に長け、それ故に五大貴族の権力を保っていたのである。ジョルジュ自身も打算的で、非常に計算高く知略に長け、沈着冷静な性格であるが、本人はそういった生き方を好きになれず、心の底では自由で何者にも縛られない生き方を望んでいる。普段はそんな内面は隠しており、人を喰った物言いばかりする気障な人物を演じている。
暗黒戦争編ではアカネイアの王都パレス陥落時に捕虜となったが脱出し、ペラティ（『紋章』では『暗黒竜』のマップが削除された都合でノルダの街）に潜伏していた。ニーナ王女がマルスと共にいると聞き、アカネイア同盟軍に参加する。戦後はアカネイア弓騎士団の隊長となり三種の神器の一つ【パルティア】を授けられる。
英雄戦争編ではハーディン皇帝及びラングのやり方を快く思っておらず、オルベルン城下ではアカネイア軍グルニア方面指揮官ラング将軍の命令を無視し、部下を思って寝返りこそしないが配下には「近づいてこない限りは攻撃するな」と攻撃を控えるよう厳命していた。カシミア大橋での戦いではハーディンの命で城を守っていた。弓兵では接近戦ができないため城の防衛には不向きだが、『新・紋章』では彼曰く「ラングを見捨てたことに対する罰で体のいい処刑」だったということで、ゴードンの説得（『新・紋章』ではマルスでも可）によりアリティア軍に寝返る。これにはラングを見捨てることにより、アリティア軍に自身に敵対する意志がないことを感づかせ、同時に部下の安全を確保しつつハーディンの怒りを買うことで城の守りを押しつけられることにより、アリティア軍が安全且つ確実に接触できるように計算していたとクリスに指摘されている。戦後はアカネイア自由騎士団を創設し、人々を盗賊から守る活動を行った。
ミディア (Midia)

クラス/登場作品：パラディン/『暗黒竜』『紋章』『アカネイア戦記編』『新・暗黒竜』『新・紋章』。
ディール侯シャロンの家の出で、オーエン伯爵の娘。アカネイア騎士団の女性聖騎士。アストリアの恋人。ただし出会った当初は、彼が騎士の身ではなかったこともあって、どちらかというと反目し合っていた。勇猛且つ媚びない性格だが、恋人をはじめ心を許した相手の前ではお淑やかになる。
『アカネイア戦記編・パレス陥落』にてドルーア軍の侵攻に最後まで抵抗を続け、不本意ながらも丸腰で降伏勧告に出向いてきたカミュに不意打ちを仕掛けたがこれも失敗に終わる。降伏を受け入れたニーナのアカネイア再興を信じ、虜囚の身となった。
暗黒戦争編ではアカネイア王都パレスで捕虜となっていたが、アカネイア同盟軍に救出され戦列に加わる。戦後はニーナの意向でアカネイア騎士団の隊長となる。
英雄戦争編ではハーディン皇帝の圧政に喘ぎ苦しむ民衆を見かねてクーデターを起こしたが失敗し、捕らえられていたところを再びアリティア軍に救出され参戦する。失恋が原因で闇に堕ちたハーディンを騎士として激しく糾弾していたが、クリスとの会話では愛する者を持つ者同士としてハーディンに同情の念も抱いていたことを明かしている。戦後はアストリアと結ばれ、共にアカネイア自由騎士団に参加し人々のために働いた。
小学館『20th Anniversary ファイアーエムブレム大全』の『暗黒竜』の公式イラストでは顔グラフィックの絵がパッケージイラスト風になっている。
アストリア (Astria/Astram)
声 - 中井和哉（ヒーローズ）
クラス/登場作品：勇者/『暗黒竜』『紋章』『新・暗黒竜』『新・紋章』。
アカネイア傭兵隊の勇者。性格は堅物で血気盛ん。ミディアとは熱い仲だが初めて会った当時はかなりそりが合わず口論を繰り広げていたらしい。
暗黒戦争編ではミディアたちアカネイア兵が人質にされていたためやむなくドルーア帝国に与する。メニディ砦（『紋章』では『暗黒竜』のマップが削除された都合でグラ城内）にいたところでミディアと再会し、アカネイアが解放されたことを知ってアカネイア同盟軍へ寝返る。戦後は三種の神器の一つ【メリクル】を授けられ、アカネイア傭兵隊の隊長として祖国の復興に力を尽くす。
英雄戦争編ではジョルジュ同様ハーディンのやり方を快く思っていないが、マルスに対しても暗黒戦争のころから懐疑的であり、祖国とニーナ王女への忠義からアカネイア帝国軍側に在る。傭兵隊を率いてカシミア大橋からカダイン砂漠まで執拗にアリティア軍を追ってくるが、マルスは彼との交戦を避けるために追っ手を振り切った。その後、アリティア城にてジョルジュにマルスがニーナ王妃からファイアーエムブレムを託されたのを聞き、その事情を確かめるにマルスに対し半信半疑ながらもアリティア軍へ寝返る。戦後はミディアと結ばれ、共にアカネイア自由騎士団に参加し人々のために働いた。
篠崎の小説版ではジョルジュの説得の際にミディアが捕らわれていることも知らされ、傭兵部隊（アストリアはその場で解散するつもりだったが、彼を慕って付いてきた）ごとアリティア軍に寝返っており、ゲームに比べると半信半疑的な一面は薄い。マルスがハーディンとの戦いの時に「ハーディンの武器であるグラディウスに対抗するならば」という理由でファルシオンのないマルスにメリクルソードを貸していた。
トムス (Tomth/Dolph)
声 - 園部好德（#FE）
クラス/登場作品：アーマーナイト/『暗黒竜』『アカネイア戦記編』、アーマーナイト→ジェネラル/『紋章』、ジェネラル/『新・紋章』。
アカネイア騎士団の重騎士。スキンヘッドが特徴。暗黒戦争時に捕えられた際、自ら盾となり他の捕虜兵を守ったことをきっかけに守りに注力することを信条としている。それ故、屈強な肉体を保つために人一倍食事を摂る。
『アカネイア戦記編・パレス陥落』にてドルーア軍の侵攻に最後まで抵抗を続けたが、降伏を受け入れたニーナのアカネイア再興を信じ、虜囚の身となった。
暗黒戦争編ではパレス城内で捕虜となっていたがアカネイア同盟軍に救出され、アカネイア同盟軍に参加する。戦後は将軍となるも突然ミシェランと共に退役。『新・暗黒竜』では、その理由が新王（ハーディン）の方針に反対したためであるとの後付けがなされた。
英雄戦争編ではアカネイアの正義を取り戻すためアリティア軍に加わった。戦後はアカネイア軍への復帰を望まれつつもこれを固辞し、アカネイアの辺境で一人の民として復興につとめた。
『#FE』では古の英雄・ミラージュとして登場。
ミシェラン (Mishelan/Macellan)
声 - 船木まひと（#FE）
クラス/登場作品：アーマーナイト/『暗黒竜』『アカネイア戦記編』、アーマーナイト→ジェネラル/『紋章』、ジェネラル/『新・紋章』。
アカネイア騎士団の重騎士。トムスと同様、スキンヘッドと濃く太い眉毛が特徴で、『暗黒竜』ではグラフィックも同一だが『紋章』ではグラフィックが描き分けられており、鎧の色もトムスと異なる。美食家であり、食事の味にうるさくまた自らも調理を得意としている。
『アカネイア戦記編・パレス陥落』にてドルーア軍の侵攻に最後まで抵抗を続けたが、降伏を受け入れたニーナのアカネイア再興を信じ、虜囚の身となった。
暗黒戦争編ではパレス城内で捕虜となっていたがアカネイア同盟軍に救出され、アカネイア同盟軍に参加する。戦後は突然仲間と共に退役し、アカネイアの辺境で小さな自警団を結成した。
英雄戦争編ではハーディンの王政に反発し、アリティア軍が祖国を奪還する際トムスに続いてアリティア軍の援軍に駆け着ける。戦後はアカネイア軍への復帰を望まれつつもこれを固辞し、元の生活に戻った様である。
『#FE』では、古の英雄・ミラージュとして登場。
トーマス (Thormas/Tomas)
クラス/登場作品：アーチャー→スナイパー/『暗黒竜』『紋章・第1部』、アーチャー/『アカネイア戦記編』、スナイパー/『新・紋章』。
アカネイア騎士団の弓兵。自分の力量が不足していると考えており、努力家で常に鍛錬を欠かせないが、クリスの頭にリンゴを乗せてそれを矢で射抜くという弓の達人ならではの芸当を人形でしか試したことがないという事実を事前に明かさずに実行、後にその事実を話してクリスを絶句させたり、その危険な訓練中に矢が外れてジェイガンの首を掠めて殺しかけ、二度と忘れられないような怒りの形相で説教されたと語るなどかなりのマイペースぶりを見せる。このときもジェイガンの説教に対して「凄かったですねぇ」と反省の色を全く見せておらず、更には仲良くなったクリスにリンゴではなくブドウの実を新たな的として持たせ問答無用で矢を放つ。
『アカネイア戦記編・パレス陥落』にてドルーア軍の侵攻に最後まで抵抗を続けたが、降伏を受け入れたニーナのアカネイア再興を信じ、虜囚の身となった。
暗黒戦争編ではパレス城内で捕虜となっていたがアカネイア同盟軍に救出され、アカネイア同盟軍に参加する。戦後は故郷に帰って静かに暮らしているとされている。
英雄戦争編ではグラの村に滞在しており、戦う気力のない新兵ばかりのグラ兵を無理やり戦わせ、捨て駒にしようとするアカネイア軍の蛮行を見逃すことが出来ずアリティア軍に加わる。戦後は国に仕えず、一人の民としてアカネイア辺境の自警団の一員になったといわれている。
ホルス (Holus/Horace)
クラス/登場作品：ジェネラル/『新・暗黒竜』『新・紋章』。
アカネイアの若き将軍。元々は騎士団の一員であったが、アカネイア西方の地を引き継ぎ領主となった。実直で生真面目な騎士らしい性格。国、領民に命を捧げており、領民からの信頼も厚い。一方で女性クリスに告白と取られかねないような訓練の誘い方をしたこともあり、色恋沙汰には疎い模様。
暗黒戦争編ではパレス奪還後も領民を襲撃すると圧力をかけられてドルーアに敢えて降ったが、領内のドルーア勢力が駆逐されると直ちに降伏。部下、領民の安全を確認した後自らの死を以て償いをしようとしたがマルスとニーナの温情で仲間となる。戦後は貴族への復帰を果たし、名領主として領地の復興に力を注ぐ。
英雄戦争編ではニーナ王女を救い出すため、そして恩義のあるマルスに協力するためにアリティア軍に加わろうとカダインへ向かうが、道中で暗殺組織の一員であるローローの襲撃に遭う。戦後はアカネイアの自領へ戻り、復興にその身を捧げた。

#### アカネイア神聖帝国
ラング (Lang)
後述の「#アカネイア五大貴族」を参照。
トラース (Toras/Taurus)
クラス/登場作品：シューター/『紋章・第2部』『新・紋章』。
アカネイアのグルニア占領軍の根拠地となっているオルベルン城の城門を固めている。将軍職にある人物だが、ジェネラルではなくシューターである。
『紋章』では小太りで口髭を生やしていたが、『新・紋章』では口髭の代わりに顎鬚を生やしたいかつい顔付きになっている。
エイベル (Eibel)
クラス/登場作品：ジェネラル/『紋章・第2部』『新・紋章』。
アリティア城を守っていた司令官。グラの兵たちを出撃させ時間稼ぎをすると同時にエストを人質にとりアベルを無理矢理戦わせるなど卑劣な手を使っていた。
『紋章』では痩せ肉で髭がなかったが、『新・紋章』では太り肉で顔全体が髭で覆われている。
ウィロー (Willow)
クラス/登場作品：司祭/『紋章・第2部』『新・紋章』。
アリティアを占領しているアカネイアの司祭。アリティア城に立てこもってアリティア軍と戦った。メティオの使い手で、策士的性格。
ネーリング (Nehring)
クラス/登場作品：ジェネラル/『紋章・第2部』『新・紋章』。
アカネイア・パレスの城門を固めていた。この時すでにパレスではハーディンに対して反乱が起こっていたが、最期まで彼に忠誠を誓い続けた。

### 宮廷関係者
ミロア (Miloa)
声 - 麻生智久（箱田）
パレス魔道宮（魔道の学院）の最高司祭。
詳細は#カダインの項を参照。
リンダ (Rinda/Linde)
声 - 雪乃五月（箱田）/瀬戸麻沙美（#FE・ヒーローズ・無双）
クラス/登場作品：魔道士→司祭/『暗黒竜』『紋章』、魔道士→賢者/『新・暗黒竜』『新・紋章』。
アカネイア司祭長ミロアの娘。父に魔道士として育てられ、オーラの魔道書を継承している。マリクに好意を持っている模様。『新・紋章』では世間知らずのお嬢様的な一面が付された。本人にはまったく悪気はないが、田舎育ちなどクリスの気にしていることを配慮ができずに斟酌なく突く。男性クリスとの会話では、彼女の着用しているローブは父から寄贈された大切なものであり、かなり薄手の生地だが恥ずかしくはないと語る。
暗黒戦争編ではミロアの死後ガーネフの手から逃れるために男装をして逃亡していたが、奴隷商人に捕まりノルダの町の奴隷市場で売れ残っていたところをマルスに保護され、アカネイア同盟軍に参加する。戦後はアカネイアの宮廷女官となる。
英雄戦争編ではニーナ王妃の命でマルスにファイアーエムブレムを渡そうとマケドニアを訪れたところを反乱軍に捕らえられていたが、反乱鎮圧に進軍してきたアリティア軍に解放され、ファイアーエムブレムを渡してアリティア軍と合流した。戦後はパレスに設立された魔道学院に関わった。
『新・紋章』の追加コンテンツ「風と雷」ではマリクとエルレーンの遺跡調査に協力した。
『20th Anniversary ファイアーエムブレム大全』の『暗黒竜』の公式イラストでは顔グラフィックの絵がパッケージイラスト風になっていて、やや幼い雰囲気になっている。
『聖戦の系譜』にも同名の魔道士が代替キャラクターとして（ティルテュに子供がいない場合、ティニーに代わり）登場する。
『幻影異聞録♯FE』では古の英雄のミラージュとして登場。ミラージュブラスト選考時に『覚醒』のサーリャとの同兵種による競合があり、マスターである黒乃霧亜の近よりがたい、ミステリアスの性格から合わないと言う理由で駄目になった。
『ファイアーエムブレム無双』ではDLCキャラクターとして参戦。選考理由は魔道書キャラクターを考えており、変化球でニーナをと言う話もあったのだが、オーラなど原作再現出来ることから選出したことを語っていた。
ボア (Boha/Boah)

クラス/登場作品：司祭/『暗黒竜』『アカネイア戦記編』『新・暗黒竜』、イベントシーンのみ/『紋章』『新・紋章』。
アカネイア宮廷の司祭。
『アカネイア戦記編・パレス陥落』にてドルーア軍の侵攻に最後まで抵抗を続けたが、降伏を受け入れたニーナのアカネイア再興を信じ、虜囚の身となった。
暗黒戦争編ではパレス城内で捕虜となっていたがアカネイア同盟軍に救出され、アカネイア同盟軍に参加する。戦後はミロア亡き後のアカネイア司祭長となる。荒廃したアカネイアの復興を急ぐあまり、ニーナのカミュへの思慕を知りながらマルスかハーディンどちらかとの婚姻を迫り、ニーナとハーディンを結婚させた。
英雄戦争編ではハーディンによって軟禁されたニーナ王妃を気遣い密かに連絡を取っていたが、それをハーディンに発見され致命傷を負わされる。自身のトロンの書とリブローの杖をマルスに託し、ハーディンがガーネフに付け入れられた理由を教えた後、ハーディンに対する行いへの謝罪を述べつつ事切れた。

### アカネイア五大貴族
ラング (Lang)
クラス/登場作品：ジェネラル/『紋章・第2部』『新・紋章』。
アドリア侯爵。私利私欲のために民衆をどう扱おうと何とも思わない、腐敗貴族そのものの人物。暗黒戦争時はドルーアに通じ、サムスーフ侯ベントと共にアカネイア王国を裏切り民衆を虐げていた。
暗黒戦争後は皇帝となったハーディンによってグルニアに派遣され、グルニア占領軍司令官となった後も娘狩りをしたり略奪したりするなど残虐な圧政・弾圧を行い私腹を肥やす。
『紋章・第2部』本編のオープニングとなる第1章から登場し、ハーディンからの勅命をマルスに伝えて反乱軍の鎮圧遂行を強要し、それが原因でロレンスを自決に追い込むなど序盤における最大の敵となる。マルスたちをアカネイアへの反逆者にさせた原因でもあり、そもそもマルスたちと確実に衝突するだろうラングと接触させることでアリティアへ侵攻する口実を作るのがハーディンの狙いだったとジェイガンは推測しているが、そのジェイガンすら本気で激昂させてしまったほど尊大な態度に終始する。最終的にはアリティア軍に追い詰められ、オルベルン城に立て籠もる。戦闘時は命乞いを装った不意打ちを狙うなど最後まで往生際が悪かった。
『新・紋章』ではマルスとの口論の台詞において意地悪さが強調され、クリスで交戦すると、彼からそれまでの悪行やマルスへの侮辱を糾弾された上で「命を持って償え」と言われ、命乞いや言い訳も許されないという専用の会話イベントとなる。
カルタス (Cultus)
レフカンディ侯爵。
暗黒戦争時はアカネイア軍の最有力であったのにも関わらず、お家騒動の混乱から兵を動かせなかった。
暗黒戦争後は全く登場していない。滅亡後のアカネイアではカミュが市政官として赴任するまでの間、王家や貴族に連なる者の多くが粛清されたため、恐らくカルタスもこの頃に処刑されていたと思われる。
また、アカネイア五大貴族は広大な自治領を擁しており、王家に従属しながらも独立した兵力を擁し他の王国に匹敵する程の勢力を誇っていた。
なお100年前の戦い（第一次ドルーア戦争）において活躍した、初代オルレアン王マーロンの兄でありアルテミスと結ばれたアカネイア国王のカルタスとは、同名だが別人である。
ノア (Noah)
メニディ侯爵。ジョルジュの父親。暗黒戦争初期において、ディール侯シャロンと共にアカネイア王国を守って戦うが、死亡する。
ベント (Bent)
サムスーフ侯爵。暗黒戦争時はアドリア侯爵ラングと共にアカネイアを裏切った。暗黒戦争後は登場していない。
シャロン (Sharon)
ディール侯爵。ミディアの父親。暗黒戦争初期において、メニディ侯ノアと共にアカネイア王国を守って戦うが、死亡する。
なお、旧公式サイトのデザイナーズノートやファミ通のFEコラムではミディアの父親はシャロンということになっているが、ゲーム内でのミディアの父親はかつてアカネイア軍の最高司令官を勤めていたオーエン伯爵ということになっている。

### 領内・周辺地域の人物
アカネイア領内の辺境や近隣の地域に居住する人物。

#### ワーレン
シーザ (Seazer/Caesar)
クラス/登場作品：傭兵→勇者/『暗黒竜』『紋章・第1部』『新・暗黒竜』『新・紋章』。
ワーレンの港町を警備している傭兵。知的で落ち着いた性格で非常に勤勉であり博識、戦術書や指南書といった書物を熟読している。努力家でもあり手合わせや技の会得といった修行を怠らない。ワーレンという貿易都市を拠点としている関係上、異大陸の言語も理解できる。
暗黒戦争編ではワーレンに滞在中のアカネイア同盟軍にグルニア軍の動向を知らせると共に自らも戦列に加わる。戦後は傭兵としてどこかの町を守っているとも、その才を買われ一国の将になったとも言われている。
英雄戦争編では重い病に侵された妹がおり、薬を飲んでいれば命に別条はないが、その薬代が非常に高価なためにワーレンでの稼ぎだけでは薬代が間に合わず各地で傭兵稼業を行っている。そうした理由からエレミヤ率いる暗殺組織に雇われ、アリティア軍を襲撃するが敗北し降伏。マルスの願いにより再びアリティア軍に雇われる。戦後は、妹とともに幸せに暮らしているとも、後の戦いで倒れたともいわれている。
ラディ (Radei/Radd)
クラス/登場作品：傭兵→勇者/『暗黒竜』『紋章・第1部』、剣士→ソードマスター/『新・暗黒竜』『新・紋章』。
シーザと共にワーレンを警備している傭兵。無邪気でやんちゃな性格。腕は未熟だが高い潜在能力を持つ。剣は我流だが動物的な勘やひらめきが高く、相棒のシーザには「大陸最強の傭兵になれる素質を持っている」、「潜在能力ならこの軍にいる誰よりも秘めている」と言わしめさせる程。しかし一方では本を読むことや書物から学ぶといったことを苦手としている。
暗黒戦争編ではシーザと共にアカネイア同盟軍に参加する。戦後、戦火の中で恋に落ちたが、その恋が叶ったかどうかは定かではないらしい。
英雄戦争編では、暗黒戦争後に剣を捨てたと言われていたが、同郷の出であるシーザの妹の命を救うため再び傭兵稼業に復職し、シーザと共に暗殺組織に雇われアリティア軍を襲撃する。戦後、恋人ができたとのうわさもあるが、その後のことは知られていないらしい。
フィーナ (Feena)
声 - ファイルーズあい（ヒーローズ）
クラス/登場作品：踊り子/『紋章・第2部』『新・紋章』。
ワーレンを拠点とする旅一座の踊り子。『新・紋章』では「からかうと面白い」という理由で実直な性格のクリスに度々ちょっかいを出す。男性クリスの場合はつまらない色仕掛けを、女性クリスの場合は「胸が大きい」とからかい、更に布切れのような衣装を着させて一緒に踊ろうと持ちかけるなどして、クリスのウブさをたびたびからかっては楽しんでいる。一方クリスを煽ったせいで逆襲にあい、男性クリスには嘘の告白を、女性クリスには裸同然の踊り子衣装を着て皆の前で踊ろうと言われて動揺する純情な性格である。
英雄戦争時、いやらしい団長から逃げるために一座から飛び出した際に危うく盗賊たちに襲われそうになるがナバールに助けられ、近辺に進行してきていたアリティア軍に合流することになる。命を助けられたことからナバールに好意を抱いており、彼から相手にされなくてもめげずに何かとアプローチを繰り返しては彼の気を引こうとする。明るい性格でノリの軽い少女。戦後は姿を消したナバールを追い、自らも行方をくらます。
『新・紋章』の追加コンテンツ「風と雷」にも登場。ナバールと出会う以前が描写されている。マリアたちの行方を追っている最中のミシェイルに偶然助けられ、カダイン近くに下ろされており、砂漠の中で下ろされた事に対して非難した。ミシェイルに対して物怖じすることなく、妹とうまくいっていないことを言い当てた。
『紋章』では武器として本来ならばマルス専用のレイピアを扱うことができる。『暗黒竜』『紋章』でのレイピアは王族が学ぶ剣という設定に基づき、フィーナがレイピアが使える理由として彼女の出生に秘密があるという裏設定的要素だったが、『新・紋章』ではレイピアは使用不可であり事実上この裏設定は消滅したようである。

#### ディール
ベック (Beck)
クラス/登場作品：シューター/『暗黒竜』『新・暗黒竜』、ホースメン/『新・紋章』。
大陸東部の辺境ディール出身のシューター。ぼんやりとしているがひょうきんな性格で、よく冗談や小芝居で人を笑わせようとする。
暗黒戦争編では敗残兵として村に隠れていたが、進軍してきたアカネイア同盟軍に参加する。戦後は辺境に残る残存勢力を鎮圧するために働いた。
英雄戦争編では軍を退役後、愛機のシューターから仔馬の「ポニー」に乗り換え、小芝居で日銭を稼ぎながら大陸中を旅していた。その途中で何故か氷竜神殿付近にたどり着き、そこでアリティア軍に加わる。ジェイクとは同じ元シューター同士だったためか、アンナの店で会う約束を取り付ける程に親交があるらしい。戦後は放浪が性にあっているのか、一つの場所にとどまることはなかったらしい。
『新・紋章』でシューターが動かない仕様となった理由付けとして、「シューターを移動させるには特殊な木の実から採れる油が必要だが、暗黒戦争後にはその植物が採れなくなったためシューターを動かすことができなくなってしまった」という旨の説明をする。
『暗黒竜』では青い鎧を着ていたが『新・暗黒竜』で再登場した際は茶髪に赤い鎧で登場する。これは同じシューターでグルニア軍のジェイクと配色が入れ替わった形になる。また、ジェイクとベックは『暗黒竜』では後日談で顔グラフィックが入れ替わって表示される。

## オレルアン王国
アカネイア大陸北部の草原地帯に位置する王国。中央公路を通じ南東にアカネイア、西にカダインと接する。広大かつ肥沃な土地と、後背の山岳地帯という地理的優位を併せ持つ国で、精鋭部隊として「狼騎士団」を擁する。

### 王族
マーロン (Marlon)
『紋章』からの追加キャラクター。
初代オレルアン国王。アカネイア王族のカルタスの弟。
オレルアン王
登場作品：『暗黒竜』『紋章』『新・暗黒竜』『新・紋章』。
現オレルアン国王。名前は明かされていない。ハーディンの兄。病弱で子供もいないことから、ハーディンに国を任せようと考えていた。『紋章・第2部』では、アカネイア皇帝となったハーディンの話を信じてアリティアへ出兵し、アカネイア帝国とグラ王国と共にアリティアを落とした。後にアカネイアに向かっているアリティア軍討伐のためにアカネイアへも出兵。しかし出兵後に届いたニーナからの密書を受けて軍をオレルアンへ撤退させ、以降中立の立場を執った。このとき弟のハーディンを見限り、オレルアンの将来と大金を出して商人から買った「命のオーブ」をマルスに託してもいる。
佐野真砂輝&わたなべ京の漫画版では名前が「ブレナスク」になっている。さらに上に女の子、下に男の子の子供が存在している。
ハーディン (Hardin)
声 - 堀秀行（箱田） / 大塚明夫（電撃） / 中谷一博（ヒーローズ）
クラス/登場作品：ソシアルナイト→パラディン/『暗黒竜』『新・暗黒竜』、ソシアルナイト『アカネイア戦記編』、皇帝/『紋章・第2部』『新・紋章』。
オレルアンの王弟。兄とは違って身体が強く文武両道であり、オレルアン王国の騎士団である狼騎士団の隊長を務め「草原の狼」と呼ばれる。カミュ、ミシェイルと並び、この物語のキーである三大重要人物の一人。『暗黒竜』では「オレルアン騎士団の隊長」と言う設定だけで、後述の王弟は『紋章』からの追加設定である。
冷静かつ理知的な人物で、人々を思いやる王族の誇りや高潔さを持ち、部下からは深く敬愛されていた。マルスたちからも尊敬されており、後述のように英雄戦争時にて悪へと墜ちたことをマルスが知った際は最初「とても信じられない」と愕然としていた。ハーディン自身も後述のようにマルスへは嫉妬を抱きつつも表には出さず、マルスの能力と人徳を認めて敬意を払っており、ニーナが決定を下すまではお互いにアカネイア同盟軍の指揮権を譲り合っていた。
『アカネイア戦記編・赤い竜騎士』では、当時交戦中であったマケドニア王国のミネルバ王女と対面し、マケドニア正規軍を名乗る脱走兵の野党集団に襲われていた村を助け、彼女に「名乗るべきほどの者ではない」と素性を明かさないまま脱走兵討伐に協力する。
暗黒戦争編では狼騎士団を指揮し、グルニア黒騎士団のカミュから託されたニーナ王女を保護（『アカネイア戦記編・始まりのとき』がこのエピソードである）。オレルアンがマケドニア軍に完全占領されてからも、ゲリラ的に活動しつつニーナを守りながら各地を転戦する。この時点においては、ドルーア側へ抵抗する最後の勢力となっていた。その後はマルス率いるアリティア軍と合流してアカネイア同盟軍を結成。暗黒戦争を戦い抜き、マルスと並ぶ功労者として称えられる。
翌606年、ニーナ王女と結婚しアカネイア第24代国王となる。戦火の爪跡が残る国土を自ら先頭に立って復興に尽力、アカネイアはめざましい勢いでかつての栄華を取り戻す。この時点では能力・人徳の両面よりアカネイアの国民からは絶大な支持を得ていた。しかしニーナ王妃は想い人を暗黒戦争で失い心の整理をつける時間のないままアカネイア再興のために婚姻したため、そのことをハーディンに気取られてしまった。ハーディンは妻の心が自分にないと気づき嫉妬と苦悩に苛まれ、誰とも会わず部屋に閉じこもり酒浸りの日々を送ってしまう。
607年にアカネイア神聖帝国の建国を宣言し初代皇帝に即位した時には残虐な暴君と化し、強大な軍事力を背景に圧政を敷き、グルニアを始めとする各国の人民を苦しめた。そこに至るまでに彼の心の隙につけこんだガーネフが商人に化けて闇のオーブをハーディンに渡しており、オーブの魔力によって嫉妬と憎しみを引き出されたハーディンはすでに悪に転落していた。その後ニーナが紋章の盾を持ち出しリンダに渡したことを知りニーナを軟禁。密かにニーナとボアが連絡を取っていたことに気づくと逆上し、ボアに致命傷を負わせ、ニーナをガーネフに引渡した。また、暗黒戦争の際に自身ではなくマルスにエムブレムを託されたことにも心の底で嫉妬の感情を抱いており、そのことがアリティアを襲撃させた遠因になった。
英雄戦争末期、王都パレスに迫るアリティア軍に対し自ら三種の神器の一つ【グラディウス】を携えて迎え撃つが、敗北。死の間際にようやく闇のオーブの力から解放され、自身の弱さを吐露し、悪に屈服したことへの後悔と、それゆえに自分を殺してほしかったこと、そしてニーナを今なお愛していることをマルスに告げて絶命した。
『任天堂公式ガイドブック ファイアーエムブレム百科』（小学館）の「開発秘話・任天堂」の人気投票にて男性キャラではハーディンが1位を獲得している。

### 騎士団
ロシェ (Roshe / Roshea)
声 - 岩永哲哉（箱田） / 堀江瞬（ヒーローズ）
クラス/登場作品：ソシアルナイト→パラディン/『暗黒竜』『新・暗黒竜』、ソシアルナイト『アカネイア戦記編』、パラディン/『紋章・第2部』『新・紋章』。
オレルアン騎士団の騎士。騎士団のメンバーは元々は孤児であったが、ハーディンに保護されて騎士へ抜擢された過去を持つ。そのためハーディンを慕い、絶対の忠誠を誓っている。4人の中では一番優しい心を持っている。ビラクとは一番仲が良く、常に危険な戦いをしている彼のことを心配している。自分たちが孤児であることから孤児院に多額の資金援助をしていて、孤児たちとの手紙のやり取りを励みにして戦場に臨んでいるのだが、自身も軍人である身のため周囲からは偽善と罵られ本人もそのことに思い悩んでいる。
暗黒戦争編ではハーディンと共にアカネイア同盟軍へと合流。戦後は他の3人とは違って一度軍を退役したが、後に聖騎士としてオレルアン騎士団に復帰した。
英雄戦争編ではアドリア峠にてアリティア軍を襲撃する。この時ハーディンの行動に疑問を抱いていたものの、仲間を裏切れないからという理由で戦うことにした。オレルアン王の停戦命令を受けて撤退後、王の許しを得て狼騎士団から唯一アリティア軍に参加した。
『新・紋章』では、他3人の説得は難しいとしつつも、彼を起点としてビラク→ザガロ→ウルフの順にリレー形式で説得を成功させていく。戦後はオレルアンへ帰国。ハーディンへの弔いのためともいわれている。
ビラク (Biraku / Vyland)
声 - 木村昴（ヒーローズ）
クラス/登場作品：ソシアルナイト→パラディン/『暗黒竜』『新・暗黒竜』、パラディン/『紋章・第2部』『新・紋章』。
オレルアン騎士団の騎士。他の3人共々ハーディンに絶対の忠誠を誓う。ロシェ、ウルフ、ザガロとは共に生まれ育ち、血より強い絆で結ばれている。4人の中で一番仲間思いで義に厚い性格。特にロシェとは一番仲が良く、実力は自分よりも高いのに優しすぎるせいで実力を発揮しないことに対してやきもきし、玉砕同然で突っ込んでは窮地に陥った自分を救出させるという強引な方法で、彼の実力を引き出すというかなり無茶な戦闘を行う。
暗黒戦争編ではハーディンと共にアカネイア同盟軍へと合流した。戦後もオレルアン騎士団に残り、国の復興に力を尽くした。
英雄戦争編では他の3人共々アドリア峠でアリティア軍を襲撃するも、オレルアン王の停戦命令を受けて撤退。
『新・紋章』では停戦命令後、アカネイア軍を離れてオレルアン本国に帰還する筈だったがロシェの事が気になりアリティア軍の後方から奇襲をかける。自分たちが好きだった頃のハーディンと今のハーディンとのギャップに苦悩しつつも従っていたが、ロシェの説得により仲間になる。戦後はオレルアンへ帰国。後にアリティアへのわだかまりを捨て、交友を結ぶようになった。
ウルフ (Wolf)
声 - 伊東健人（ヒーローズ）
クラス/登場作品：ホースメン/『暗黒竜』『紋章』『アカネイア戦記編』『新・暗黒竜』『新・紋章』。
オレルアン騎士団の弓騎兵で、ハーディンの片腕的存在。他の3人共々ハーディンに絶対の忠誠を誓う。やや激昂しやすい性格だが、本来は冷静沈着な性格。ハーディンへの忠誠を貫くがあまり、アリティア騎士を「軟弱」と見下したり、マルスに対する悪い印象の誤解をなかなか解かない頑固な所があるが、強き者には敬意を払う。3人の中では特にザガロを信頼しており、彼と話していると落ち着くらしい。
暗黒戦争編ではハーディンと共にアカネイア同盟軍へと合流。王国奪取に燃えている。戦後もオレルアン騎士団に残り、国の復興に力を尽くした。
英雄戦争編ではオレルアンを去ったハーディンに代わって狼騎士団の隊長となっている。なおもハーディンへ忠義を固く誓っており、ハーディンが指導者となったアカネイア帝国の出動要請に応じ、アドリア峠を南下しアリティア軍を襲撃したが、オレルアン王の停戦命令を受けて撤退した。
『新・紋章』では王命に背き、アカネイア城下にてアリティア軍を迎撃する。ハーディンがおかしくなったと知りつつも、たとえ最後の一人になってもなお彼のために死をも辞さない覚悟でいたが、狼騎士団の長となった日の「もし自分が道を誤った時は、お前たちの手で正してくれ」とのハーディンの言葉をザガロに思い出させられ、苦悩しつつもハーディンを討つ決意を固めマルスたちの仲間になる。戦後は亡きハーディンの汚名を晴らすために激しい戦いに身を投じていった。
ザガロ (Zagaro / Sedgar)
声 - 最上嗣生（ヒーローズ）
クラス/登場作品：ホースメン/『暗黒竜』『紋章』『新・暗黒竜』『新・紋章』。
オレルアン騎士団の弓騎兵。他の3人共々ハーディンに絶対の忠誠を誓う。4人の中で一番理性的な性格で、頭に血が上ったウルフを説得する役回り。
暗黒戦争編ではハーディンと共にアカネイア同盟軍へと合流。戦後もオレルアン騎士団に残り、国の復興に力を尽くした。『新・暗黒竜』では『紋章』で唯一戦闘時自分の所属を言わなかったため正確な地位は不明であったが、暗黒戦争後に狼騎士団の副長になったとされている。ウルフの補佐役として彼の使う弓と馬具の手入れも行っていたが、ウルフは暗黒戦争でどんどん進歩していき作戦ごとに彼が扱う武器を換えるため、本来ホースメンには必要ない槍や斧といった武器、更には魔導書や杖といったあらゆる道具の整備が板についてしまったらしい。
英雄戦争編ではハーディンへ忠義を貫くべく、アドリア峠でアリティア軍を襲撃したが、オレルアン王の停戦命令を受けて撤退した。
『新・紋章』ではオレルアン王の停戦命令後もアカネイア軍に就き、アリティア軍に敵対する。ハーディンがもはやかつてのような人物ではなくなってしまっていることを頭では理解しているつもりであり、事実に目をそらしているという自覚もあったが、ハーディンを見限ることが出来ずにいた。しかし、ビラクの言葉により決心がつき、自分たちに出来る償いをしなければならないと心に決めマルスたちに味方する。戦後も亡きハーディンのかつての理想を胸に狼騎士団として戦い続けた。

### その他
バフス (Bathys)
クラス/登場作品：海賊/『新・暗黒竜』。
オレルアン西方の海の城門を固めていた海賊。戦乱に乗じ、海賊団を率いて村から子供たちをさらっていた。倒されると命乞いをする。

## マケドニア王国
アカネイア大陸南西部の島に位置する。陸続きに北はドルーア、海を挟んで西にグルニア、東にアカネイアと接する。古くから飛竜とペガサスの産地として知られる地域であるため、竜騎士や天馬騎士の部隊が他国を凌駕する規模で組織されており、マケドニア竜騎士団・白騎士団の勇猛さは大陸全土に知れ渡っている。宗主国・アカネイアからの援助を受けて独立したためにその圧力を強く受け、国内でも反アカネイアの思想が強い。

### 王族
アイオテ (Iote)
『紋章』からの追加キャラクター。
マケドニア初代国王。元々は遺跡発掘と国家建設を目的にドルーア帝国が送り込んだ奴隷の一人であったが、他の奴隷たちを率いて密林地帯と飛竜を利用した戦法で奴隷解放戦争に勝利を収め、マケドニア王国を建国する。7年にもなる困難な戦いの間で、両手足に両目と両耳を失ったが、それでも戦い続けたとさえ言われている。マケドニア王家の宝盾「アイオテの盾」の名前の由来にもなっている。
オズモンド (Osmond)
『紋章』からの追加キャラクター。
第1部の時点ですでにミシェイルによって殺害されていたマケドニアの国王。アカネイアの権威を深く恐れている。
ドルーア帝国が再興されメディウスより同盟を要求された際、彼は同盟を断りアカネイアへと援軍を求めてドルーア帝国との交戦を決める。しかし息子のミシェイルはドルーアとの同盟を強く望んでいたため、ドルーアへの対処を巡って不仲になったミシェイルにより暗殺される。この事件によりミシェイルとミネルバの間には大きな溝が出来てしまう。
ミシェイル (Misheil/Michalis)
声 - 速水奨（箱田） / 福島潤（ヒーローズ）
クラス/登場作品：ドラゴンナイト/『暗黒竜』『紋章』『新・暗黒竜』『新・紋章』。
マケドニアの王子。ミネルバ、マリアの兄。マケドニア竜騎士団を率いる。マケドニア初代国王アイオテの再来といわれるほどの実力を誇る英傑だが、若さ故血気にはやる面があり、宗主国として高圧的なアカネイアへ国民同様に強い反感を持つ。また、そのアカネイアの権威を恐れるがためにどのように理不尽な命令にさえ従順な父王オズモンドに失望している。
暗黒戦争編では復活したドルーア帝国から同盟の要求を受けた際、マケドニアはこれを拒否すればアカネイアの援助など期待できず単独でドルーアと交戦することになると危惧し、一先ずは同盟することで元々憎んでいたアカネイアを滅ぼし、その上でグルニアのカミュと手を結びドルーアをも滅ぼすという計略を打ち立てた。しかし父王にはその計を受け入れられず、親子の仲は次第に悪化し始める。それを好機と見たガーネフの流布したミシェイル追放（抹殺）の虚言に騙されオズモンドを暗殺し、父を謀殺してからは自らがマケドニア王となってドルーアとの同盟を宣言。盟約の証として末妹マリアをドルーアに引き渡した。しかし完全に野心の塊という訳ではなく、内心では幼い頃から二人の妹のことを大切に想っている他、国民への責任感を見せる台詞も存在している。暗黒戦争末期にてミネルバとの戦いの末討ち死にしたと思われていたが、ミネルバは兄にとどめ刺さず、またマリアの献身的な看護により命を取り留めていた。
英雄戦争編ではマルスを心底から友好的に見えずとも概ね協力的な行動をとっており、反乱によって捕らえられていた瀕死のミネルバを「自分の手で始末する」という建前で確保・救出し、更にガーネフの手の者により攫われたマリアの行方を追う。終盤において竜の祭壇でマリアを救出しようとガーネフからスターライトの魔道書を奪うも致命傷を負い、近隣の村まで逃げ伸びた後に魔道書をマルスに託して絶命する。
上記のように『紋章』までは非操作キャラクターかつ劇中で必ず死亡するが、『新・紋章』では新展開が加わり、特定条件を満たすと21章終了後にイベントが発生。負った深手に生きることを諦め死を享受していたところ、傍らのミネルバが流す涙を見て「妹に侮られたまま死ぬのも気に入らぬ話だ」と気力で再び生還。マリアを救出すべく竜の祭壇の決戦において味方として参戦する。
部隊編成時の会話イベントにおいて、同じ道は歩めぬのかと問うミネルバに対し「互いに戦場に己を見出す戦士の血引いている。ぶつかることでしか交われないのだ」と彼女を寄せ付けない態度をとる。ガーネフの謀略があったとはいえ自ら父を殺害した件には罪を感じているようであり、クリスとの会話ではマリアを救った後にアカネイア大陸から去る意を示すも、クリスが暗黒戦争で兄妹が戦った際にミネルバが自分に掛けた言葉を的中させ、更に彼女の心中を説き諭したことにより考えを改める様子が見られる。クリスが男だった場合はマルス同様気に入らないとするも「マルスと同じく時代が必要としている人物」として一目置き、評価してそれなりの敬意を払っている。クリスが女だった場合は物怖じしないクリスに対してかつてのミネルバを幻視し重ね合わせている様な発言をする。後日談では、ミネルバと兄妹の絆を取り戻し王としてマケドニアの民を治めたとも、他大陸に渡りそこで覇王になったともいわれている。
『新・紋章』の追加コンテンツ「風と雷」にも登場、ミネルバと再会するまでの前日談が描写される。マリアの行方を捜索中にカダインを通りかかり、そこで蛮族に攫われそうになっていたフィーナを救出。マリクのことを「風の魔道士」として覚えていた。
篠崎砂美著の小説版では瀕死のところをシリウス（この時、仮面を外して正体をミシェイルに明かしている）に看取られて死亡する。
ミネルバ (Minerba/Minerva)
クラス/登場作品：ドラゴンナイト/『暗黒竜』『紋章』『アカネイア戦記編』『新・暗黒竜』『新・紋章』。
マケドニア第一王女兼白騎士団長。詳細はマケドニア白騎士団#団長を参照。
マリア (Maria)
声 - 洲崎綾（ヒーローズ）
クラス/登場作品：僧侶→司祭/『暗黒竜』、シスター→司祭/『紋章・第1部』『新・暗黒竜』、司祭/『紋章・第2部』。
マケドニア第二王女。天真爛漫で優しい性格で、兄妹みんなで仲良く暮らせることを願っている。
暗黒戦争編ではグルニア・ドルーアと同盟を結ぶ際に姉ミネルバの反逆を抑える人質としてディール要塞に監禁されていたところをマルスに救出され、アカネイア同盟軍に参加した。その際、初対面のマルスに内心で「素敵な人」と好意を持つ。兄・ミシェイルの考えも理解した上で身を案じており、ミネルバに敗れた瀕死のミシェイルを助け、匿い介抱していた。戦後は一度カダインに留学。
英雄戦争編ではガーネフに拉致されメディウスの生贄にされそうになる。ミネルバに話しかけられるとガーネフの魔術が解け意識を取り戻す。戦後は姉と共にレナの修道院で孤児の世話をした。
小学館『20th Anniversary ファイアーエムブレム大全』の『暗黒竜』の公式イラストでは顔グラフィックの絵がパッケージイラスト風になっている。

### 騎士団
パオラ (Paora/Palla)
クラス/登場作品：ペガサスナイト→ドラゴンナイト/『暗黒竜』『紋章』『新・暗黒竜』『新・紋章』、ペガサスナイト/『アカネイア戦記編』、ペガサスナイト→ファルコンナイト/『外伝』。『新・暗黒竜』『新・紋章』ではファルコンナイトへのクラスチェンジも可能なった。
カチュア (Katua/Catria)
クラス/登場作品：ペガサスナイト→ドラゴンナイト/『暗黒竜』『紋章『新・暗黒竜』『新・紋章』、ペガサスナイト/『アカネイア戦記編』、ペガサスナイト→ファルコンナイト/『外伝』。『新・暗黒竜』『新・紋章』ではファルコンナイトへのクラスチェンジも可能なった。
エスト (Est)
クラス/登場作品：ペガサスナイト→ドラゴンナイト/『暗黒竜』『紋章』『新・暗黒竜』『新・紋章』、ペガサスナイト/『アカネイア戦記編』、ペガサスナイト→ファルコンナイト/『外伝』。『新・暗黒竜』『新・紋章』ではファルコンナイトへのクラスチェンジも可能なった。
以上3人に関する詳細はマケドニア白騎士団#ペガサスナイト三姉妹を参照。
ベンソン (Benson)
声 - 宝亀克寿（箱田）
クラス/登場作品：ソシアルナイト/『暗黒竜』『新・暗黒竜』。
オレルアン辺境の草原に駐留する部隊の隊長。『紋章・第1部』には『暗黒竜』のマップが削除された都合で登場しない。
ムラク (Mulark)
声 - 河合義雄（箱田）
クラス/登場作品：アーマーナイト/『暗黒竜』『紋章・第1部』『新・暗黒竜』。
オレルアン城の制圧を任されたマケドニア軍のアーマーナイト。忠臣らしく、戦闘の際にはミネルバの命令に強い拘りを持つ台詞を発する。
マリオネス (Mariones)
声 - 福田信昭（箱田）
クラス/登場作品：ジェネラル/『暗黒竜』『紋章第・1部』『新・暗黒竜』。
オレルアン城の制圧を任されたマケドニア軍のジェネラル。アリティア軍に追い詰められ劣勢になるや、城の財宝を持ち出し撤退しようとする。
『紋章』では容量の都合から第2部に登場するルーメルと同じ顔グラフィックが使用されているが、『新・暗黒竜』ではマリオネスが『紋章』の顔グラフィックを踏襲している。
オーダイン (Ordain)
クラス/登場作品：パラディン/『暗黒竜』『新・暗黒竜』。
マケドニアとドルーアの国境地帯を警護する前線隊長。『紋章・第1部』には『暗黒竜』のマップが削除された都合で登場しない。
『新・暗黒竜』で再登場した際には『暗黒竜』よりも老けた顔立ちになっており、頭が禿げ上がっている。
ルーメル (Roumel)
クラス/登場作品：ドラゴンナイト/『紋章・第2部』『新・紋章』。
反乱の首謀者リュッケ将軍の命を受け、国境の森を守るドラゴンナイト。『紋章』ではナイトキラーを装備していたが、『新・紋章』では斧を得物として扱う。
『紋章』ではマリオネスと同じ顔グラフィックが使用されていたが、『新･紋章』では黒髪の短髪、細目の三白眼と大幅に変更されている。
リュッケ (Rucke)
クラス/登場作品：ジェネラル/『紋章・第2部』『新・紋章』。
マケドニアの将軍。ミシェイル曰く「気の小さい男」だが、王女ミネルバのやり方に反発し、追放された将兵たちを集めて反乱を起こした首謀者。これはマルスたち遠征軍をアリティアから引き離すためにアカネイア皇帝ハーディンが口車に乗せて起こさせたものと推察がなされている。ミネルバを監禁していたところ、戦死したと思われていたミシェイルが現れ、自らの手でミネルバを下すとの言葉に抗えないままミネルバを彼に引き渡した。本人はアリティア軍が来るとは思っていなかった様子で、マルスたちによって討伐された。

### 領民
ジュリアン (Jurian/Julian)
声 - 小野坂昌也（電撃）/ 太田真一郎（箱田）/ 真殿光昭（ラジオ）/ 山口勝平（OVA） / 木村良平（ヒーローズ）
クラス/登場作品：盗賊/『暗黒竜』『紋章』『新・暗黒竜』『新・紋章』。
元はサムシアンという山賊の一味の盗賊。柄は少々悪いものの真面目で心優しい弱い青年。美人には弱いらしく、シスター・レナに出会ったことで改心し、捕らわれていた彼女を救うために一味を裏切り、アリティア軍に参加する。弟分のリカードもジュリアンとの熱い関係を主張しているが、ジュリアン本人は対外的にはこれを否定している。針金一本で、どんな扉や宝箱も開けてしまう。戦後は盗賊から足を洗い、かつて犯した罪の償いをするかのようにマケドニアで働いた。
英雄戦争編では一緒にいたレナが行方不明になったため、その行方を捜すためにアリティア軍に参加する。レナとは相思相愛の関係であるが、自身の盗賊だった過去を気にしてなかなか求婚できないままでいた。しかし、竜の祭壇にてレナからの積極的なアプローチを受けジュリアンもついに決心し、二人の思いは結ばれることとなる。戦後はレナとともにマケドニアの修道院で孤児たちの世話をしている。
『新・紋章』では、リカードが初めてジュリアンに出会った時、財布を掏ろうとしたが、逆にジュリアンから財布を掏られてしまい完敗し、それ以降はジュリアンから財布を掏ることを目標とし、彼になにかと付きまとっていることが語られた。
『紋章』では彼のみ他の盗賊と異なり専用の戦闘グラフィック及びモーションが用意されている。また、ある条件（敵の連続攻撃を続けて回避）を満たすと「バク転」する戦闘グラフィックもある。
出身不明の盗賊という立場から長らく所属不明という立ち位置であったが、『新・紋章』のガイドではマケドニアの人物欄に記載されるようになった。
レナ (Rena/Lena)
声 - 永島由子（電撃）/岡村明美（箱田）/氷上恭子（ラジオ）/根谷美智子（OVA） / 戸松遥（ヒーローズ）
クラス/登場作品：僧侶→司祭/『暗黒竜』、シスター→司祭/『紋章・第1部』、司祭/『紋章・第2部』、シスター/『アカネイア戦記編』。
マケドニア貴族のシスター。清楚かつ控えめだが芯は強い。幼時期を辺境のグルニアで過ごしているためにカミュとの面識があり、彼に影響を受けたためかマケドニア国王ミシェイルの求婚を断わるなど、はっきりとした性格を見せたこともある。
暗黒戦争編では諸国を回っていたところサムシアンに捕らえられていたが、ジュリアンに助けられ彼と共にアリティア軍に参加した。戦後はマケドニアの修道院で孤児たちの世話をした。
英雄戦争編ではガーネフに拉致されメディウスの生贄にされそうになるが、ジュリアンに話しかけられるとガーネフの魔術が解け意識を取り戻す。ジュリアンとは相思相愛の関係である。竜の祭壇で自らを「レナさん」と「さん」づけで呼んだジュリアンに対し「レナ」と呼び捨てにしてと言っているように、恋慕する相手（つまりジュリアン）に対しては積極的な態度も見せることがある。この積極さが功を奏し、ついにジュリアンと結ばれることとなった。戦後は、夫婦となったジュリアンとともに、マケドニアの修道院で孤児たちの世話をしている。
『アカネイア戦記編・正義の盗賊団』ではパレス城下でならず者に襲われかかるがナバールに助けられ、パレスの宝を回収しようとするリカードたちの助力をすることになる。
小学館の『公式ガイドブック ファイアーエムブレム百科』「開発秘話・任天堂」の人気投票にて女性キャラでは1位を獲得している。
マチス (Matis/Matthis)
声 - 田中秀幸（箱田） / 土田玲央（ヒーローズ）
クラス/登場作品：ソシアルナイト→パラディン/『暗黒竜』『紋章』『新・暗黒竜』『新・紋章』。
マケドニア貴族の騎士でレナの兄。妹思いで決して悪い人物ではないのだが、かなり抜けておりいい加減で楽をするのが好きな性格。
暗黒戦争編ではマケドニアの軍人としてオレルアンに派遣されていた。これは当人曰く、妹が国王の求婚を蹴ったために当て付けだったらしい（実際は旧体制側である有力貴族の反乱を防ぐというのがミシェイルの狙いである）。しかし、初めから戦うのが嫌だったようで妹のレナの説得に応じ、あっさりアカネイア同盟軍へ寝返る。戦後は軍を退き、マケドニアでいいかげんな日々を過ごした。
英雄戦争編でも無理矢理マケドニア反乱軍に入れられているが、今度はジュリアンに説得されて再び反乱軍を裏切る。戦後も相変わらず祖国でいいかげんな日々を過ごす。当初は元盗賊のジュリアンのことを可愛い妹に付きまとう盗賊として快く思っていなかったが、彼から説得された際にあっさり「弟」と呼び、以後は義弟と認めて『新・紋章』のエピローグでは2人で子供のような口喧嘩をし、レナから「すっかり仲良くなった」言われている。
不本意な戦いに身を置いている上にいい加減な性格は『紋章』で顕著になっており、味方になっていない状態では反撃を受けた場合に死ぬ相手には攻撃を仕掛けてこないという仕様にも現れている。また『紋章』は第1部と第2部で戦闘BGMが異なっているが、第2部ではマチスとの戦闘のみ第1部での戦闘BGMが採用されている。
（ハード性能のため複雑なプログラムを組めなかった発売当時の）ゲームの仕様上レナを探しているにもかかわらず平気で妹を攻撃してきて、その間抜けな性格から、「バカ兄貴」の愛称がつけられ、後に『紋章』の後日談でも「レナのバカ兄貴」と記述された他、公式サイト『ファイアーエムブレムワールド』における『新・暗黒竜』発売時ユーザーから募集されたイラストでも使用・採用されている。『新・暗黒竜』にもこの仕様は健在で、今作の新システムである兵種変更を使い攻撃出来る様になったレナに倒されてしまうということまで加わった。
小学館の『公式ガイドブック ファイアーエムブレム百科』におけるコラムでしりあがり寿は「とぼけていて、レナを串刺しにする」「戦場の狂気と言えばそれまでだがバカモノと言えば只のバカモノ」だと述べている。
ルーベン (Ruben)

クラス/登場作品：ドラゴンナイト/『アカネイア戦記編』。
元マケドニア軍の竜騎士。かつて、酔った勢いで村人に暴行を働き、軍法会議で有罪になった過去を持つ。
『アカネイア戦記編・赤い竜騎士』にて、他の脱走兵やならず者を集めて盗賊団を結成し、自ら首領となりマケドニア正規軍を名乗って近郊の村を荒らしている。「跡継ぎの王子は親殺し、上の娘は色気のねえ石頭…下の娘は、人質になるしか能のねえただのガキときた」とマケドニア王家の人間を侮辱する発言をしミネルバの怒りに触れる。
フロスト (Frost) 

クラス/登場作品：司祭/『アカネイア戦記編』『新・紋章』。
『アカネイア戦記編・赤い竜騎士』でマケドニア軍を脱走したルーベン率いる盗賊団から家族を人質に脅され仕方なく従属するも、ミネルバに「家族に手出しさせない」と説得されて寝返った。
英雄戦争編にて劇中後半に登場。前半にマルスがマケドニアを開放した時点で合流を目指していたのだが、アリティア軍の移動が早過ぎて合流できず途中で行方を見失う。マルスが占領されたアリティアを奪還したことを知ってそこに向かい、グラ解放後にようやく合流する。
家族思いの性格で、クリスの助言もあり行軍中も家族へ近況報告などの手紙を出していた。
ウォレン (Wollen/Warren)
クラス/登場作品：ハンター→ホースメン/『紋章・第2部』『新・紋章』。
マケドニアの猟師。物心がついた頃から森で一人で暮らしており、常に孤独に生きて来たらしく何年も人と会う機会がないため、他人との会話が苦手。それ故か他人や自分自身の存在を世界全体からみれば無いにも等しい存在だと考えている。カチュアとは彼女のペガサスが怪我を負い森の中で遭難していたところを出会い、彼女のペガサスの手当を行った。物静かな性格で、カチュア曰くぶっきらぼうだが優しいところもあるとのこと。
英雄戦争編にてマケドニア反乱軍に雇われていたが、カチュアの説得でアリティア軍に寝返る。『新・紋章』ではクリスと友好を深めたことにより初めて孤独を寂しいと感じた事を打ち明け、戦争の終結により訪れる別れを名残惜しいとも語った。戦後は再びマケドニアで猟師として暮らした。
ガイル (Guile)
クラス/登場作品：海賊/『紋章・第2部』『新・紋章』。
ホルム海岸を支配領域とする悪名高いマケドニア・バイキングの一人。
『紋章』での顔つきは使いまわしだが『新・紋章』では肥満体になっている。
レイソル
小説（高屋敷版）に登場。マケドニア・バイキングの頭領で、ホルム海岸を通過したマルスたちを温かく迎え入れる。
顔グラフィックは本編のガイルと同様だが正反対の善良な人間で、カシミア大橋脱出の際には船団を率いマルスの脱出の手助けをし、アリティア解放戦では「偶然近くを通りかかった」と加勢し、逃走するウィローたちアカネイア兵の追討に助力した。

## グルニア王国
アカネイア大陸南西部に位置する王国。海を挟んで北にカダイン、東にドルーアと接する。大陸本土とは北のカシミア大橋で結ばれている。解放戦争の三英雄の一人、オードウィン将軍が興した騎士の国。質実剛健を旨とし、黒騎士団に代表される精鋭部隊を多数擁し、軍事大国として、その騎士団の強さは大陸随一と謳われた。また、シューターと呼ばれる遠距離用兵器を開発している。

### 王族
オードウィン (Audwin)
『紋章』からの追加キャラクター。
グルニア王国の初代国王。アカネイア自由騎士団において、団長のカルタス伯爵を助け数々の武功をあげた勇将であった。建国後、強大な軍事力（騎士団）を背景に周辺部族を次々と下し、グルニアを一大強国に押し上げる礎を築いた。
ルイ (Louis)
『紋章』からの追加キャラクターで『暗黒竜』では「王」と言う表記しかない。
暗黒戦争時のグルニア王。メディウスを恐れ、ドルーア帝国と同盟を結んだ。しかしアカネイア同盟軍がグルニアに侵攻した際には病床に伏せっていた。敗戦が続いた心労のために病を患ったとされている。英雄戦争時には既に病死している。
ユミナ (Yumina)
声 - 稲垣好（ヒーローズ）
クラス/登場作品：シスター→司祭/『紋章・第2部』『新・紋章』。
グルニア王女。ユベロとは双子で姉に当たる。年齢は13〜14歳。弟よりしっかりしており、父に似ず強気で他者に媚びず毅然とした性格。言い出したら聞かない、頑固ともとれる意志の強さを持つ。王家の血を引く女性として【オームの杖】を使うことが出来る。
暗黒戦争編ではガーネフを恐れた父ルイの手によりカダインに送られ幽閉されていた。しかし、死に瀕していたところをウェンデルに手により助け出され、その後は修道院にて保護されていた。
英雄戦争編では当初はユベロと共にロレンスに匿われていた。追討軍の将がマルスだとはまだ知らなかったロレンスは、オグマに二人をウェンデル司祭の下へ送るように頼んだが、ユミナは頑なに彼の元を離れようとしなかったため断念。ロレンスの死後、事実はどうあれ彼を死に追いやったマルスに対し、「けだもの」と罵倒する。その後、ラング将軍に連行されるもののオグマの孤軍奮闘により救出され、ウェンデルが滞在しているというホルム海岸を訪れたところでアリティア軍に合流した。戦後はパレスに設立された魔道学院に留学し、シスターの道を目指す。
『新・紋章』では自分とユベロを助けようとしたクリスにお礼をしたかったのだがなかなか言えず、ずっと彼（彼女）の後ろを見ていた。また王族は深い知識と強い力を身につけることが必要だと感じ、日々勉強も欠かせない面もある。エピローグではシリウスの正体に気付いていた様である。
ユベロ (Yubello)
クラス/登場作品：魔道士→司祭/『紋章・第2部』、魔道士→司祭/『新・紋章』。
グルニア王子。ユミナとは双子で弟にあたる。年齢は13〜14歳。父に似て争うことを嫌う気弱な性格。
暗黒戦争編から英雄戦争編の序盤までにおける動向は上記のユミナと同じ。自分たちのために犠牲になったロレンスのことを憂いており、自分の前では無理して毅然とした態度を取っているユミナを心配している。戦後はアリティアで勉学に励んでいる。
『新・紋章』では守られてばかりの自分に嫌悪し、自分を守ってくれた人を守りたいと発言をしたり、責任感が強すぎるユミナに「無理はしないでほしい」と説得するなど、臆病ながらも芯が強い面も見せた。

### 騎士団
カミュ (Camus)
大陸に名だたる名将軍であり、グルニアの精鋭部隊・黒騎士団の団長。

ライデン (Leiden)
クラス/登場作品：ソシアルナイト→パラディン/『アカネイア戦記編』『新・紋章』。
黒騎士団のメンバーで、カミュの忠実な部下。真面目で実直な性格。いらないと判断した物はすぐ捨ててしまう癖があるが貴重な古本を捨ててしまったり人から借りた物をうっかり捨ててしまいかけたこともある。ロベルトとの会話でもジェイガンから借りた本を何の躊躇いもなく捨てようとしていた。
『アカネイア戦記編・始まりのとき』ではニーナを逃がそうとするカミュと共に闘うべく脱走兵となった。その後、仲間たちと亡きカミュの思想である「国に拘わらず弱きものを守る」ため、自由騎士として活動していた。
『新・紋章』ではカミュが生きていたらそうするだろうと、カミュの仇であるマルスたちの正義を信じ、【アンリの道】の道中でベルフ、ライデンと共にアリティア軍に加入する。戦後では祖国を守るため帰国したとともに、「カミュと再会したという噂がある」と書かれており、後にシリウスが生きていたカミュだと気づいたようだが詳細は不明。
ベルフ (Belf)
クラス/登場作品：ソシアルナイト→パラディン/『アカネイア戦記編』『新・紋章』。
黒騎士団のメンバーで、カミュの忠実な部下。丁寧な性格で礼儀作法に通じている。クリスの頼みで礼儀作法を教えたり、紅茶を嗜んだりと軍人とは思えないほどに紳士的。しかし本人はあくまで礼儀作法とは形でしかなく、その人物の人柄までは取り繕う事は出来ないという様な考えを持っている。
『アカネイア戦記編・始まりのとき』ではニーナを逃がそうとするカミュと共に闘うべく脱走兵となった。その後、仲間たちと亡きカミュの思想である「国に拘わらず弱きものを守る」ため、自由騎士として活動していた。
『新・紋章』では、【アンリの道】の道中でライデン、ロベルトと共にアリティア軍に加入する。シリウスの正体を見抜くが彼が頑なに否定するのを見て、遠回しに自分の迷いを告白する。戦後は諸国をさすらい、弱き民たちを助けた。
ロベルト (Robert)
クラス/登場作品：ホースメン/『アカネイア戦記編』『新・紋章』。
黒騎士団のメンバーで、カミュの忠実な部下。のんびりした性格で馬の面倒をよく見ており、争いごとを好まない。軍議の時間を忘れたりボタンを掛け間違えたり、右手の手袋を二つ持って来て左手の手袋をライデンに借りるが置き忘れてしまい、ジェイガンに左右で違う手袋を訝しまれるなど抜けている部分もある。
『アカネイア戦記編・始まりのとき』ではニーナを逃がそうとするカミュと共に闘うべく脱走兵となった。その後、仲間たちと亡きカミュの思想である「国に拘わらず弱きものを守る」ため、自由騎士として活動していた。
『新・紋章』では、【アンリの道】の道中でライデン、ベルフと共にアリティア軍に加入する。戦後は諸国をさすらい、弱き民たちを助け、祖国グルニアにも立ち寄って復興を助けた。
なお、『聖戦の系譜』では敵軍に同名の人物が登場する。ただしクラスは「パラディン」。また『トラキア776』にも自軍に同名の人物が登場し、クラスもホースメンと同系統の「アーチナイト」である。
ロレンス (Rolence/Lorenz)
声 - 佐々木省三（#FE）
クラス/登場作品：将軍/『暗黒竜』、ジェネラル/『紋章』『新・紋章』。
グルニアの老将軍。国への忠誠が厚い人物。グルニアを併合したドルーアを快く思っていない。タリス国王・モスティンとは旧知の間柄で、彼のタリス統一に助力していた。モスティンの娘であるシーダも幼い頃にロレンスと出会っている。『暗黒竜』では味方で唯一の「将軍」。
暗黒戦争編ではシーダの説得を受けてアカネイア同盟軍に加わる（『新・暗黒竜』ではマルスの説得でも可）。戦後はウェンデルの下からユミナとユベロを引き取り、二人をたててグルニアの自治をニーナに任されたが、後に方針の違いからアカネイアと対立することになる。
英雄戦争編ではアカネイア皇帝となったハーディンに追放され、代わりに統治を任されたラング将軍が圧政が敷いたことから反乱軍の首謀者となった。マルスと面会し、人が変わってしまったハーディンの企みを伝え、幼いユミナとユベロの保護を懇願して自決（『紋章』では自爆、『新・紋章』では演出から見て自刃）した。
『新・紋章』ではグルニアに向かう道中でマルスがクリスに対して「グルニアを代表する偉人」と彼のことを話した直後の出来事となっている。
『#FE』では、呪いをかけられたミラージュとして登場。
ロジャー (Rojar/Roger)
クラス/登場作品：アーマーナイト/『暗黒竜』、アーマーナイト→ジェネラル/『新・暗黒竜』『新・紋章』。
グルニア軍のアーマーナイト。戦争を嫌ってはいるが仕方なく戦っている単純な性格。
暗黒戦争編ではシーダの美貌と「あなたは愛を信じますか？」の台詞を含む勧誘じみた説得でアカネイア同盟軍に寝返る。
英雄戦争編ではカシミア大橋の守備に当たっており、再びシーダにより説き伏せられ「あの時とは違う」と言ってはいたものの結局仲間になる。恋人が欲しいらしいが自身は女心をまったく理解しておらず、軍の女の子なら誰でもいいという暴言を口から滑らせる。
ジェイク (Jeik/Jake)
クラス/登場作品：シューター/『暗黒竜』『新・暗黒竜』、ウォーリアー/『新・紋章』。
グルニア軍のシューター。女性に弱く、女性が周りにいるとハッスルする。いつか恋人アンナと共に遠くの大陸へ旅をするのが夢。
暗黒戦争編ではアカネイア・パレス周辺の守備にあたっていたところ、シーダからアンナの想いを伝えられ、アカネイア同盟軍に寝返る。『新・暗黒竜』ではその後、マルス（プレイヤー）に【秘密の店】の存在を教える役割を担った。戦後は戦火の為に焼け野原になった町を復興するため働いている。
英雄戦争編ではアンナに会うために彼女が経営する秘密の店に訪れようとしていた際、砂の部族に紛れ込む。その折シーダと接触し彼女の説得により再び仲間となるが、今回はシューターが移動しない仕様なのでウォーリアーとして加入する。戦後は店を営む恋人アンナの手伝いをして暮らす。
『新・暗黒竜』にユニットとして再登場したものの『暗黒竜』や『烈火の剣』で登場した際は茶髪で赤い鎧を着ていたのに対し青髪に青い鎧、かつ『聖戦の系譜』の村人流用グラフィックカラーに準じている。
『聖戦の系譜』第8章にも同名の人物が登場。「森の中でシューターが動けない」との理由でセリス軍への参戦を断念し、リンダ（アカネイアのリンダとは同名の別人）に魔除けをプレゼントする。
『烈火の剣』にも同名の人物が船乗りとして登場するが、ユニットとしては参戦しない。
ハーマイン (Harmein)
声 - 龍田直樹（箱田）
クラス/登場作品：将軍/『暗黒竜』、ジェネラル/『紋章・第1部』『新・暗黒竜』。
レフカンディ砦を守護するグルニア軍の将軍。マケドニア軍と合同でアカネイア同盟軍をレフカンディ近郊の村へおびき出して村の入り口を封鎖する作戦を立てるが、マケドニア第一王女兼白騎士団長のミネルバがこの作戦への協力を拒否して撤収したことから失敗に終わる。
『暗黒竜』では禿頭に髭面だが『紋章・第1部』では髪は多く小太りで口髭を蓄えている。
カナリス (Chanaris)
クラス/登場作品：アーマーナイト/『暗黒竜』『紋章・第1部』『新・暗黒竜』。
港町ワーレンで休養を取っていたアカネイア同盟軍を包囲したグルニア軍の将軍。包囲からの殲滅作戦の成功を信じて疑わなかったため、アカネイア同盟軍が城に到達した時には動揺した反応を見せている。
『暗黒竜』では大柄な体格で口髭を蓄えているが、『紋章・第1部』では痩身かつ髭は生やしていない。
ジューコフ (Jucaph)
クラス/登場作品：将軍/『暗黒竜』、ジェネラル/『紋章・第1部』『新・暗黒竜』。
ディールの要塞にミネルバの妹マリアを監禁するために置かれた将軍。ミネルバの監視統括役も兼ねていた模様。
ボーゼン (Bozen)
クラス/登場作品：司祭/『暗黒竜』『紋章・第1部』『新・暗黒竜』。
アカネイア・パレスを占領している司祭。超破壊魔法ボルガノンの使い手。ボアの魔道書トロンを隠し持っていたがカミュに奪われた。
『暗黒竜』ではトロンを隠し持っていたのはヒムラーとされていた。しかし、後作の『紋章』、『新・暗黒竜』ではボーゼンの仕業とされている。
『紋章』では率いているのはドルーア軍になっている。
ヒムラー (Himmler)
クラス/登場作品：パラディン/『暗黒竜』『新・暗黒竜』。
パレスの外にある武器屋に陣取っている。後にマルスがグラ北部の村を訪れた際にカミュ（ただし、この時点では自らの立場を明かしていない）からヒムラーがアカネイアの司祭・ボアから没収し、隠し持っていたというトロンの書を託される。
『紋章・第1部』には登場せず、トロンの書を隠し持っていたのはボーゼンとされている。
デジャニラ (Dejanira)
クラス/登場作品：パラディン/『新・暗黒竜』。
アカネイア西部にある城の制圧を任されたグルニア軍のパラディン。アカネイアの領民を人質に、領主であるホルスを同盟軍と戦わせようとしていた。
ギガッシュ (Gigashu)
クラス/登場作品：シューター/『暗黒竜』『新・暗黒竜』。
ディールでアカネイア同盟軍を迎撃する任を負ったグルニア木馬隊の隊長。『紋章・第1部』には『暗黒竜』のマップが削除された都合で登場しない。
ホルサード（新・暗黒竜） / ホルスタット（暗黒竜、紋章）(Hollstadt)
クラス/登場作品：将軍/『暗黒竜』、ジェネラル/『紋章・第1部』『新・暗黒竜』。
占領していたアリティア城城門を固めていたジェネラル。
『新・暗黒竜』では、「ホルサード」と言う名前に改名されている。
ダクティル (Dactyl)
クラス/登場作品：ジェネラル/『新・暗黒竜』。
アリティア王国北方のマクロニソス城の制圧を任されたグルニア軍のジェネラル。旅の魔道士エッツェルを捕らえ自軍の味方になることを強要していた。己の目的を実現するためならば、暴力も辞さない。
スターロン (Starone)
クラス/登場作品：パラディン/『暗黒竜』『新・暗黒竜』。
グルニアとの国境にあるカシミア大橋でアカネイア同盟軍を迎撃する任を負った黒騎士団の前線隊長。『紋章・第1部』には『暗黒竜』のマップが削除された都合で登場しない。
ラリッサ (Larissa)
クラス/登場作品：ジェネラル/『新・暗黒竜』。
炎の洞窟の制圧を任されたグルニア軍のジェネラル。グルニアの将の身にありながら、自国の領民をかどわかし、同盟軍に対する人質として洞窟に拉致監禁していた。

### 領民
ユミル (Hymir/Ymir)
クラス/登場作品：ウォーリアー/『新・暗黒竜』『新・紋章』。
グルニアで一、二を争う力持ち。単身で故郷の村を守っていた。驚異的な力と巨体にいかつい面持ちという風貌からバケモノ扱いされることを気にしているが、心優しい性格であり、人間扱いしてくれる者には心を開く。
『新・紋章』では終盤にて竜の祭壇へ向かうマルスたちに下に協力者として駆けつける。最初クリスは外観ゆえに蛮族かと警戒心を見せるがマルスの説明を受けてすぐに和解し、ユミルからも気に入られ、動物の帽子を贈られる。また、「マルスの下に集まる人はみんな優しい」とマルスやクリスの人徳を高く評価する発言をしている。
マリーシア (Malliesia)
クラス/登場作品：シスター→司祭/『紋章・第2部』『新・紋章』。
グルニア王国に住むシスター。レナの弟子であるためハマーンの杖を使うこともできる。『紋章』では銀髪だったが、『新・紋章』では藍色の髪になり、乙女チックさが暴走気味な性格だと強調され、出陣前の会話ではマルスに対して激しい恋愛妄想を見せる会話が連続シリーズで展開される。さらにシーダに対しても（彼女がマルスの婚約者と知らず）相談を持ちかけ、シーダが事情を説明できないほどの勢いで愛について語り、ジェイガンに直談判しては雷を落とされ、男性のクリスを新たな王子にしたり、女性のクリスにはマルスの寝室に忍び込もうとしたところを取り押さえられたりと、よりコメディリリーフなキャラクターとなっている。
英雄戦争時、ラング将軍の娘狩りを避けるため家の奥に隠れていたが、マルスの訪問に際して祖母の推薦と自己の意思でアリティア軍に参加する。マルスに好意を抱いていたが、シーダの想いの強さには敵わないと身を引いた。戦後は姿を消した（「不良娘になったのかも」と書かれているが、詳しい理由は不明）。『新・紋章』のエピローグでは「新しい王子様を探してみる」という旨を言っており、姿を消した理由がおぼろげながらも登場している。
レナの祖父
登場作品：『暗黒竜』『紋章』『新・暗黒竜』『新・紋章』。いずれもグラフィックは汎用のもの。
グルニアに住むレナの祖父。マルスに家宝のハマーンの杖を託す。マリーシアがレナの弟子であることも伝えた。マチスの祖父でもあるのだが、彼の柔弱な性格が災いしたのか、2度にわたって無理やり兵役に就かされているにも拘らず、彼についての心配は一切していない。

## グラ王国
アカネイア大陸中心部に位置する王国。当初はアリティア王国の一部であったが、アカネイア暦537年、暗黒竜・メディウスを討伐した英雄・アンリの弟・マルセレスの王位継承に不満を持った勢力により分離・独立した経緯がある。こうした経緯ながら、アリティアとは「兄弟国家」として協調関係に在ったものの暗黒戦争の勃発に際して国王・ジオルはアリティアとの同盟を破棄し、これが原因でアリティア国王・コーネリアスはメニディ河で非業の死を遂げる。
暗黒戦争によりジオルはコーネリアスの遺児・マルス率いる連合軍に討たれる。戦後はジオルの娘シーマが王位を継いだものの国力は衰退の一途をたどり、英雄戦争後にシーマは退位。アカネイア連合王国の一部となり、独立国家としてのグラは消滅した。
ジオル (Jiol)
声：河合義雄（箱田）
クラス/登場作品：将軍/『暗黒竜』、ジェネラル/『紋章・第1部』『新・暗黒竜』。
アリティア王国と同盟国にあったグラ国王だが、関連本によっては「将軍」と呼称されることもある。重税を課して私腹を肥やしたり、自分が美しいと判断した女性を片っ端から側室にするなどの苛政を働く。挙句、ドルーア帝国を恐れていたため暗黒司祭ガーネフにアリティアを裏切るよう恫喝され、それに屈してアリティア先王コーネリアスを死に追いやった。
物語中盤、奪われた神剣ファルシオンを求めて攻めてきたアカネイア同盟軍をグラ王城で迎撃。しかし兵たちの士気は低く、到着した援軍は力不足でアカネイア同盟軍を食い止めることが出来ず、ついに討ち取られることになった。『紋章・第1部』では死に際に自分の娘であるシーマに自分の仇を討ってほしいと言い遺して逝く。
『新・暗黒竜』の序章では自らアリティアを襲撃し、脱出したマルスを執拗に追い続け、マルスを逃がすために囮となった家臣を半殺した因縁深い敵としての姿が強調された。
シーマ (Sheema)
声：小林ゆう（ヒーローズ）
クラス/登場作品：ジェネラル/『紋章・第2部』『新･紋章』。
先代グラ国王・ジオルの娘。エリスとマルスの又従姉で旧知の関係でもある。なお、シーマは第二婦人との間に出来た娘で、母はジオルに犯されたようなものであったため父を恨んでおり、長らくアカネイアのパレスにいたが、暗黒戦争後にハーディンの意向で王位に就いている。父に似ず心ある者で、グラの国民からの人気は高く、シーマが王位に就いたことを国民は喜んでいた。口調は極めて寡黙で、自分が女性である事を表に出さない言動が多く、中性的な印象を受ける人物。サムソンには単なる雇用関係以上の熱い感情を持っている。『新･紋章』ではクリスとの会話から鎧の下に母の形見である人形を隠し持ち、肝の小さい自分を王女として振る舞えるように心の拠り所にしていた。
国民はアリティアに対して敵対的だったこともありアカネイア帝国やオレルアン王国と共にアリティアへの襲撃を実行したが、先の暗黒戦争と英雄戦争におけるアリティア攻防戦でグラの熟練兵士は戦死してしまったため、グラ兵のほとんどはシーマを慕い入隊した戦意の全く無い新米兵士ばかりが残された。アリティア軍の反攻を受けると新兵たちは怖気づいてしまったが、アカネイア軍に脅されたことで無理矢理戦うこととなり、シーマらは「ハーディンは我々を利用するだけ利用して、用がなくなればゴミのように捨てて行った」と完全にアカネイアを見限っていた。
部下と国民思いゆえにアリティア軍が攻めて来た際は勝機が一切無いと理解しながらも国と運命を共にする覚悟を決めていた。マルス（プレイヤー）がグラ兵には戦意がないとの情報もアリティアを倒すための罠であると判断し、シーマを説得する前にグラ兵を一人でも殺した場合は彼女は激怒してマルスからの降伏勧告を受け入れず、必ず死亡することとなる。しかし逆にグラ兵に一切手を出さずにマルスが降伏を願い出ると、感銘を受けてグラ王国の全てを彼に託すことを決意し、アリティア軍に参加する（ただし、『新・紋章』では説得後に一人でもグラ兵を倒してしまうと失望して再度敵になり、説得を受け付けなくなる）。戦後はマルスから引き続きグラの統治を頼まれたが、彼女は王位を捨ててサムソンを連れてパレスへ帰還し普通の女性として暮らした。
シリーズ初の女性重装歩兵で、他のジェネラルと違って鎧の色がピンクという固有の戦闘グラフィックを持つ。
グラ軍隊長
クラス/登場作品：ソシアルナイト/『新・暗黒竜』ノーマルモードのみ。
基本的にザコキャラだが、専用の顔グラフィックを持つ。捕虜にしていたゴードンに自軍の服を着せて同士討ちを誘おうとしたり、本隊に先んじてマルスらを討ち手柄を独占しようと企む。
サムソン (Samson)
暗黒戦争後にシーマに雇われたアリティア出身の傭兵。
詳細は#アリティア王国のその他の項を参照。

## カダイン
アカネイア大陸北部・マーモトード砂漠南部に位置する学園都市。この地域に統一された国家は存在せず、アカネイア暦550年に大賢者・ガトーが開いた魔道学院を中心とする学園都市には各国の子弟が留学しており、高度な自治体制を敷くと共にカダイン魔道軍と称する独自の防衛組織も有している。
ガトー (Gatoh)
魔道学院を設立した神竜族。詳細はマムクート#神竜族を参照。
ガーネフ (Garnef)
声 - 増田有宏（電撃） / 稲葉実（箱田） / 青野武（OVA） / 成田剣（#FE・無双・ヒーローズ）
クラス/登場作品：司祭/『暗黒竜』、ダークマージ/『紋章』、ソーサラー/『新・暗黒竜』『新・紋章』。
かつてはカダイン最高司祭ミロアと共に大賢者ガトーの下で魔道の修行に勤めていたが、ガトーに心の弱さを見抜かれ、オーラの魔道書とカダインをミロアに委ねられたことから、嫉妬と憎しみに狂うことになる。ガトーから【闇のオーブ】を盗み、悪霊を呼ぶ暗黒魔法マフーを生成。同時に闇のオーブの影響で残忍な性格に豹変した。戦闘以外でも、姿を変えるまやかしの術や、精神を支配する催眠術などの魔道を駆使する高い技量を身に付けている。
暗黒戦争編では世界征服の野望のためにミロアを殺害してカダインを支配下に置き、ドルーアの地に復活した地竜王メディウスと結託。いずれはドルーア王国をも従えようとメディウスを倒しうる神剣ファルシオンをアリティアから持ち去り、死者を復活させるオームの杖を使用できるエリス王女をアリティアから連れ去ってテーベの塔で監禁していた。そして自らの脅威となる魔法を封じるため、神竜族の王女チキを攫って術をかけ、ラーマン寺院に安置された光と星のオーブを守らせていた。さらには決起したマルスらを利用して、カミュやミシェイルといった後々自らの邪魔になる人物を亡き者にし、あわよくば三種の神器などの武具も手中に収めようと画策していた。
物語中盤、奪われたファルシオンを取り戻すためにカダインへ攻めてきたアカネイア同盟軍をマフーの書で迎え撃ち、その圧倒的な力で退けるも古代都市テーベへと誘う言葉を残して撤退。終盤、テーベの塔にて分身の術（『新・暗黒竜』では魔道器械の力を借りていた）で迎え撃つものの、大賢者ガトーの助力を得たマルスたちによって倒される。しかし、肉体は滅びても魂は闇のオーブに取り込まれ、邪悪な怨念となって生き続けることになり、後に精神体として復活（そのため『新・紋章』の一部シーンでは赤いホログラムのようになって登場する）。
英雄戦争編開始前の時点で完全復活を果たし、かつての部下だった司祭たちを蘇らせて暗躍を始める。その目的は世界の征服ではなく滅びへと変化しており、そのために暗黒竜へと変体したメディウスの早期復活を目論む。嫉妬心に苦悩するハーディンに商人の姿で近づき、闇のオーブを与えて人格を狂わせ、自らの手駒とした。暗黒皇帝となったハーディンによって再び大陸全土を巻き込む戦乱が起こされると、その裏で暗黒竜へ捧げる生贄にするために3人の穢れ無き高貴なシスター（司祭）を拉致し、ハーディンにニーナを差し出させた。そして、神剣ファルシオンやスターライトの魔道書などの障害となりうるアイテムを奪取している。『新・紋章』ではさらに孤児院の院長エレミヤを洗脳して自分の配下となる暗殺組織を作らせ、エルレーンをそそのかしアカネイア軍に加担させていたなど更なる悪行を見せており、英雄戦争における事件には元凶として全てガーネフが関わっていることがより露となった。
終盤、アリティア軍によってハーディンが討たれ、その直後にニーナに化けて騙し討ちを試みるが、完成した封印の盾によって正体を暴かれて失敗し、竜の祭壇にて暗黒竜復活の儀式を急ぐ。しかし、妹マリアを救出しに来たミシェイルを撃退し致命傷を負わせたものの、代わりにスターライトの魔道書を奪われおり、それがマルスの手に渡ったことで再び倒されることになった。そして、復活させようとしたメディウスもマルスの手によって倒され、ガーネフの野望は辛くも水際で絶たれた。なお、ガーネフはハーディンとは違い闇のオーブによって完全に心が変質しており、最後まで元の性格に戻ることはなかった。
『新・紋章』における追加コンテンツ「暗殺者」ではステージ後半にエレミヤと共に援軍として登場し、操作することが可能。クライネの両親の死の真相に自分が一枚噛んでいるかのようなことを仄めかした。
容姿は不気味な悪の司祭らしくシリーズ通して人外だと思わせるような描かれ方をしている。『ヒーローズ』ではそれらと比較して年相応の人間らしい姿になった。シリーズ公式サイト『ファイアーエムブレムワールド』で『新・暗黒竜』発売に際して行われたキャラクターイラスト募集では、なぜか投稿・採用されたイラスト全てがギャグイラストであった。
『#FE』ではミラージュとして登場。メインストーリーの黒幕の一人であり、ミラージュマスター旗中ヤツフサと共に、東京に暗黒竜降臨を目論む。
ミロア (Miloa)
声 - 麻生智久（箱田）
リンダの父で、カダイン最高司祭にしてアカネイア王国司祭長でもあった人物。物語開始時点で既に故人となっているため回想を含めて作中の登場はない。かつてはガーネフと共に大賢者ガトーの最も優れた弟子の一人だった。ガトーからオーラの魔道書とカダインを与えられたことでガーネフの嫉妬を買い、暗黒戦争初期に計画の障害ということもあってガーネフに殺害された。娘リンダを魔道士として育て上げ、生前の内にオーラの魔道書を継承させている。
『新・暗黒竜』『新・紋章』ではオーラは女性専用の魔法であるのに、何故か男性であるミロアが使い手であるが、これに関しては『新・紋章』のリンダとマリクの会話の中で、魔道書にミロアが制約をかけたという主旨の言及がある。
ウェンデル (Wendel / Wendell)
声 - 峰恵研（箱田）
クラス/登場作品：司祭/『暗黒竜』『紋章』、賢者/『新・暗黒竜』『新・紋章』。
カダインの司祭でかつてのエクスカリバーの使い手。マリクとエルレーンの師でもある。戦いを好む性格ではなく、たとえ自衛のためであっても魔道の力を振るうことを極力避ける。人間嫌いの大賢者ガトーから使命を賜ったことからも好人物であることが窺える。『新・紋章』では、くしゃみをしたクリスに帽子の予備を提供し、彼（彼女）からも「あんなふうになりたいものだ」と尊敬の念を抱かれている。
暗黒戦争編ではガーネフの野望に加担することを嫌ってカダインを脱出。『暗黒竜』『新・暗黒竜』ではオレルアン城下の村付近（『紋章・第1部』では『暗黒竜』のマップが削除された都合でオレルアン城内の牢獄）で弟子のマリクと再会したことでアカネイア同盟軍に合流した。また、詳しい時期は不明だが、グルニア国王に対する人質としてガーネフに差し出され幽閉されていたユミナ王女、ユベロ王子の姉弟をカダインで救い出しており、二人の保護者となってカダインの修道院へ預けている。戦後はカダイン最高司祭に就任して復興に尽力する。
英雄戦争編ではカダインの留守を弟子二人に任せ、大賢者ガトーの命で星のかけらを探す旅に出ており、一時期マケドニアのホルム海岸に滞在していた。彼を探してホルム海岸を訪れたマルスはウェンデルには会えなかったが、ユミナ・ユベロ姉弟を保護するという当初の目的は達成する。当の本人は旅の最中にアカネイア軍に捕らえられ、グルニアにあるオルベルン城で監禁されていたがアリティア軍によって救出され、星のかけら収集の協力をマルスに願い出た。カダインでは、嫉妬に狂ったエルレーンを強く窘めて改心させた。戦後はカダインの復興に全力を尽くした。
マリク (Marich / Merric)
声 - 佐々木望（電撃・箱田）、岡村明美（少年時代〈箱田〉） / 岩永哲哉（ラジオ） / 保志総一朗（ヒーローズ）、長妻樹里(少年時代)(ヒーローズ)
クラス/登場作品：魔道士→司祭/『暗黒竜』『紋章』、魔道士→賢者/『新・暗黒竜』『新・紋章』。
アリティアの貴族出身で、カダインで修行を積んでいた魔道士。風の刃を放つ伝説の魔道書エクスカリバーを使いこなし、「風の魔道士」の異名を持つ。
エリス、マルス姉弟の幼なじみで、マルスとは親友でもある。性格は穏やかで他人思い。昔は体が弱かったらしく、それ故か体を動かすよりも本を読む方が性に合っており勉強熱心。アリティアでは騎士を志す者がほとんどで、魔道士を志したマリクは周囲から冷たい視線にさらされていたが、その夢を応援してくれたエリス、マルスに恩を感じ、カダインに留学する際にエリスから貰ったお守りを大切にしている。エリスに想いを寄せており、生涯をかけて守りたい相手であることが示唆されている。
暗黒戦争編ではマルスの旅立ちを知ってアリティア軍に合流するためにカダインを発ち、『暗黒竜』『新・暗黒竜』ではオレルアン辺境の村（『紋章・第1部』では『暗黒竜』のマップが削除された都合でオレルアン城下の村）に滞在していたところを訪れたマルスと再会した。戦後はエリスへの思いを胸に秘め、修行のために再びカダインへ戻った。
英雄戦争編ではエルレーンと共にカダインでウェンデル司祭の留守を守っていたが、戦乱が勃発すると、反乱の首謀者とされたマルスとの関係をエルレーンに疑われ、カダインは内紛状態となる。ウェンデルからエクスカリバーを授けられたことでエルレーンの嫉妬を買っていたこともあり、望まぬ決闘になりかけたが、折りしもその時アリティア軍と共にカダインへ戻ったウェンデルの仲裁で事なきを得、そのまま合流した。最終盤において、暗黒竜復活の生贄とされかけているエリスに秘めていた想いを打ち明け、彼女の正気を取り戻すことに成功。戦後はエリスと結婚し、パレスに魔道学院を設立し後進の育成に当たった。
『新・紋章』ではプロローグである前日編にも登場。アリティアへ帰郷中にならず者に襲われた村を発見して救助に向かい、道に迷った挙句に偶然そこに来ていた第七小隊（クリスたち）と合流して共闘し、その後は第七小隊の訓練にもしばらく協力していた。
『新・紋章』の追加コンテンツ「風と雷」では、ウェンデルの命でガーネフが得体の知れない儀式に用いていたと噂される遺跡の調査を行い、闇の司祭たちがガーネフを復活させようとしているのをエルレーンと共に確認。調査の中で協力することになったミシェイルからは「風の魔道士」として認識されていた。
『紋章』ではリンダがマリクから一方的に支援効果を受けるため、彼女から好意を寄せられていることが示唆されている。『新・暗黒竜』『新・紋章』でリンダとの会話イベントが追加され、それがより顕著になった。
『紋章』のみ、マリクが司祭に昇格すると、戦闘画面において他の人物とは異なる専用グラフィックとなる。『ヒーローズ』での初登場は、この専用グラフィックに近い姿だったが、後に神装英雄として選択可能になった姿は魔道士に近い姿になった。
シリーズファンの間では後の作品に多く登場する「風の魔道士」「生足魔道士」の元祖とも言われる。
エルレーン (Ellerean)
声 - 大塚剛央（ヒーローズ）
クラス/登場作品：魔道士→司祭/『紋章・第2部』、魔道士→賢者/『新・紋章』。
カダインの若き魔道士。マリクと同じくウェンデルの弟子で、マリクの兄弟子に当たる。堅物なまでに厳格かつ捻くれた性格であり、人を思いやる気持ちが薄く自己中心的な面もあり、他人を見下すこともあるが、恩師であるウェンデルは尊敬している。魔道士としてマリクより優れた力を持ちながらも、ウェンデルはマリクにエクスカリバーの魔道書を継承させた。エルレーンはその理由についてマリクがアリティアの貴族だからだと考えたが、マリクは「自分にその魔道書が与えられたのは、単に自分が風と相性がよかったからだ」と語っている（つまり、逆にエルレーンが風と相性がよかったならば、彼に与えられた可能性もあったということ）が、いずれにせよそのことからマリクをライバル視し強く妬み、ウェンデルの留守中にアカネイア帝国と手を組み、自分がマリクよりも上であることを証明しようと決闘を挑んだ。しかし、帰ってきたウェンデルにマリクに嫉妬する姿をガーネフと対比され、心の弱さを指摘されて改心。以後はアリティア軍に参加する。ウェンデルはこの説教の中でエルレーンを後継者と考えていたと述べており、戦後はその通りにカダインの高司祭に任命され、魔道都市の復興のため働き、以後はその厳格さが弟子思いとして尊敬を集めた。このウェンデルの処置は、マリクがいずれ祖国アリティアに帰国するであろうと見込んでのことと考えられる。
『新・紋章』の追加コンテンツ「風と雷」では、ウェンデルの命でガーネフが得体の知れない儀式に用いていたと噂される遺跡の調査を行い、闇の司祭たちがガーネフを復活させようとしているのをマリクと共に確認。その帰り、精神体として復活したガーネフが接触してきてマリクへの嫉妬を指摘。英雄戦争時の暴走は彼に唆されて起こしたものであったことが判明した。
篠崎砂美著の小説版では、ガーネフとの戦いで苦戦するマリクに加勢し、2人でスターライトを放ってガーネフを倒した。
エッツェル (Etzel)
クラス/登場作品：ソーサラー/『新・暗黒竜』『新・紋章』。
旅の魔道使い。元々はカダインにゆかりのある闇魔道士。気さくな好人物で口調も飄々としている。グラがアリティアを裏切った戦いに巻き込まれた際に妻アーシェラが自身を庇って死亡し、そのことについて負い目を感じ、どこか生に対し投げやりな戦い方をする。戦争による悲劇を身をもって体験しているが故に平和な世を望んでいる。
暗黒戦争編ではアリティアのマクロニソス城に立て籠もるグルニア軍のダクティルに協力を求められても拒否し続けていた。しかし妻の形見を奪われてしまったため仕方なく従う羽目になったが、アリティア軍によってグルニア軍が追い出されたことで指輪を取り戻すことに成功。そのことに恩を感じてマルスに声をかけ、彼の「戦乱の時代を終わらせたい」という言葉を信じてアカネイア同盟軍に加わった。戦後は諸国をさすらっている。
英雄戦争編では恩義があるというカダイン魔道軍に加わりアリティア軍と戦っていたが、マルスと再会し、先の戦いの時に彼が言った言葉に変わりはない事を確かめて、再びアリティア軍に加わった。戦後は再び諸国をさすらっている。
『新・紋章』の追加コンテンツ「風と雷」ではマリクとエルレーンの遺跡調査に協力した。
ヨーデル (Jodel)
クラス/登場作品：司祭/『紋章・第2部』『新・紋章』。
カダイン魔道軍の司祭。エルレーンに指示でカダイン神殿の入口を死守していた。だが、散り際の台詞の中ではヨーデル自身はこのエルレーンの方針に疑問を感じていた。
『封印の剣』にも自軍に同名の司祭が存在する。

## ドルーア帝国
アカネイア大陸南部ドルーア地方において地竜族の末裔メディウス（詳細は後述）が二度にわたり建国した竜人族マムクートの帝国である。マケドニアの密林地帯、古くよりマムクートが住まう地に建国された。

### 地竜族
ドルーア皇帝メディウスが属する地竜族は、竜族の中でも神竜に次いで強大な力を持っている。
「闇のブレス」という強大な攻撃力と戦う者の力を半減させる力を持ち（全ての竜に有効なファルシオンや霧のブレスも例外でなく、特効でダメージが増大してから半減される。新・暗黒竜と新・紋章では攻撃力半減の設定はなくなっている）、他の竜族を遥かに超える生命力を持つ種族だが、地竜たちは長老たちの意見に従わずにその大半が封印されたため、現存する数は稀少である。
王族だったメディウスただ一人が部族の方針に逆らい、竜石を使いマムクートとなった。それ以外の数千の地竜は封印の祭壇に封じられている。

#### 暗黒竜
地竜が力を蓄え変体した姿。長い首と顎、巨大な体躯と翼をもち、竜と称するにふさわしい威容を持つ。闇のブレスの威力と効力も引き続き健在。本来眠りについたメディウスがこの姿に変わるのには100年はかかるはずであったが、ガーネフは4人の穢れなき高貴な女性を生贄として捧げることにより、短期間でメディウスを変体させた。作中でこの姿で登場するのはメディウスのみ。

### 魔竜族
ドルーアの将モーゼスやゼムセルをはじめとした多くのドルーア兵が属する魔竜族は、アカネイアに棲息するマムクートの中でも高い魔法防御力を有する種族である。
その大半は暗黒竜メディウスに付き従っている。物語中では残虐な言動が目立つが、元々はナーガやメディウスの盟友として1000年前の大戦争で人間に味方した一族であり、マムクートに対する迫害で人間を敵視するようになった。
野生化した者たちは主に竜の祭壇付近に生息している。凶暴さでは他の竜と比べても一線を画している。

### 皇帝
メディウス (Mediuth)
声：茶風林（ヒーローズ）、小林達也（ヒーローズ・若年期）
クラス/登場作品：マムクート（地竜族）/『暗黒竜』『新・暗黒竜』、暗黒竜/『紋章』『新・紋章』。
ドルーア帝国の王で最強の地竜。まだ変体していない頃から「暗黒竜（もしくは暗黒地竜）」の異名で人々から恐れられていた。『暗黒竜』の旧設定では何処からか現れて神竜族を壊滅させ、世界征服を夢見た存在となっている。暗黒戦争という名称も彼の異名から来たものである。
同系列の作品においては、最終ボスに位置している。
古代における竜族の衰退
繁栄していた竜族に種としての終わりの時が来た時、一部の竜族は存続のためその身を人間の姿へと変えた。しかし、竜族であることに誇りを持っていた多くの竜族たちは、姿を変えることを嫌い、理性を失っていった。
やがて、理性を失い暴走した竜族たちが人間を襲い始め、人間は窮地に立たされた。そのため、人間を哀れんだ神竜族の王ナーガは人間たちを救うための戦いを始めた。戦いは壮絶を極めたが、ついにはナーガ率いる神竜族が勝利し、地竜たちをドルーアの地底深くに封印し、地竜たちへ施した封印が解けないように封印の盾を、人間たちに自らの牙から切り出した神剣ファルシオンを、それぞれ残してラーマン神殿へと残した。
この時、地竜族の王族でありながら、部族に逆らい、神竜王ナーガの下で唯一人間に味方した地竜がメディウスである。彼はその後もナーガの言いつけを守り、守り部として地竜を封じ込めた竜の祭壇を長く守っていた。
第一次ドルーア戦争時
しかし、人間たちが力をつけるに従って横暴になり、弱体化してマムクートとなってただ平和に暮らしているだけの竜族たちまでも蔑視し虐げるようになってくると、メディウスはその人間たちの裏切りに激怒した。
元々は悪逆な性格ではなく、人間に好意的（むしろ献身的とさえ言ってよい）であり、ナーガ同様、人間の救世主となったほどのメディウスだった。しかし、人間のその余りの身勝手さによって、祭壇を荒らされたばかりか同胞を皆殺しにされるという悲劇に見舞われた事から怒りと絶望に苛まれ、ドルーアの地にマムクートたちを集めると、増長し自分たちを平然と虐げる人間を滅ぼすためにドルーア帝国を興し、その皇帝となった。その攻撃は凄まじく、メディウスが垣間見た悲劇の最大の元凶であり、怨敵でもあったアカネイア聖王国は滅亡し、人間たちは奴隷のように虐げられた。
しかし、やがて人々の希望であったアカネイア王家の生き残りであるアルテミス王女が、アリティアの地で生き延びて隠れていることが分かると、ドルーア帝国の行いの真実すら知らない人間たちは反撃の狼煙を上げる。再び解放戦争がドルーアと人間との間で起き、最期には神剣ファルシオンを手にした英雄アンリによってメディウスは倒された。
暗黒戦争時
絶大な生命力を誇る地竜は完全には滅びないためメディウスは100年の時を経て甦った。それでも完全に力を取り戻すことは容易ではなく、マフーを持つ悪の司祭ガーネフと手を組んだ。
メディウスは再びドルーア帝国を興すと、グルニア、マケドニア両王国を併合、アカネイア聖王国を滅ぼし大陸中を侵攻するが、最期はアンリの子孫であるアリティア王国の王子マルスによって倒される。これが『暗黒竜』『紋章・第1部』『新・暗黒竜』における暗黒戦争のクライマックスである。
英雄戦争時
暗黒戦争後、メディウスは暗黒竜へと変体し、ガーネフの野望により4人のシスター（ニーナ、エリス、レナ、マリア）の生命力で早期復活を果たす。しかし封印の盾とファルシオンを手にしたマルスの手によって再び倒される。この再復活にまつわる部分が、紋章の謎（第2部）における英雄戦争である。
したがって、これら3つの戦争における最大の元凶は人間であり、かつてマムクートとなった竜族が人間を守っていたのにもかかわらず、その恩を忘れて力を失った竜族に危害を加えるようになった事柄と、封印の盾を破壊した（その張本人こそが初代アカネイア王国建国者アドラ1世であり、アカネイア王家にまつわる呪われた悲劇もここから始まるとされる）ことが原因。
本編以外のメディウス
メディウスは、小説版ではラーマン神殿の神官長という官職に就いていた。だが、当時盗賊であったアドラ1世とその部下たちに騙された挙句に、部下である神官たちを皆殺しにされてしまう。
鈴木銀一郎が『聖戦の系譜』の外伝作品として小説「最後の地竜族」（ファミ通ゲーム文庫刊、ISBN 9784893668899）を執筆している。
『幻影異聞録♯FE』では、メインストーリーのラストボスとして登場。

### 将軍
ショーゼン (Shozen)
クラス/登場作品：マムクート（火竜族）/『暗黒竜』『紋章・第1部』『新・暗黒竜』。
アカネイア王国の首都パレス周辺を守っているメディウス配下の火竜族。いわゆる猪武者であり、誘き寄せればどこまでも追ってゆくという、やや守将には向かない性格。
モーゼス (Moses)
クラス/登場作品：マムクート（魔竜族）/『暗黒竜』『紋章・第1部』『新・暗黒竜』。
バジリスクといわれる魔竜族で、アリティア城に立てこもるメディウスの第1の僕。カミュ将軍に代わって占領軍の指揮を取り、マルスの姉であるアリティア王女エリスをガーネフに差し出し、マルスとエリスの母であるリーザを殺害した。さらに、罪の無い（ただし、人間に迫害を受けていた彼らにとっては人間=悪人の先入観があった）人々を殺害した残虐な人物でもある。
ゼムセル (Zemsel)
クラス/登場作品：マムクート（魔竜族）/『暗黒竜』『紋章・第1部』『新・暗黒竜』。
ドルーア城城門を固めていた魔竜。アカネイアの大地は元々竜族のものだと語り、それを侵した人間に対して怨みを持っている。
グーベル (Gubel)
クラス/登場作品：ジェネラル/『アカネイア戦記編』。
『アカネイア戦記編・パレス陥落』にて、アカネイア王城パレスを占領したドルーアの将軍。
ブルザーク (Bulzark)

クラス/登場作品：マムクート（火竜族）/『アカネイア戦記編』。
『アカネイア戦記編・始まりのとき』にて、メディウスからニーナ捕縛の勅命を受け、カミュ一行を追う将軍。冷静な人物でカミュがドルーアを裏切ることを予測しており、ドルーアの精鋭部隊、そして金により味方に付けた近隣の山賊を率いてニーナを捕えようとした。
カミュに「降伏するなら捕えた部下たち共々寛大な処置で接する」としたが、実際は見せしめとして囚人用の檻に押し込めて馬車で引かせ、ドルーアまで着るものも食べるものも死なない程度にしか与えなかった。その後はドルーアの地下牢にカミュを幽閉した。

## 所属不明
以下は無国籍または出身・所属不明の者である。

### サムシアン関係
ジュリアン (Jurian/Julian)
詳細は#マケドニア王国の項を参照。
リカード (Ricard / Rickard)
声：伊倉一寿（箱田） / 伊藤静（ヒーローズ）
クラス/登場作品：盗賊/『暗黒竜』『紋章』『アカネイア戦記編』『新・暗黒竜』『新・紋章』。
ジュリアンの弟分である盗賊。人懐っこい性格をしており基本的に善人だが、かなり手癖が悪く盗賊稼業を辞めようとしない。レナによって更生したジュリアンにたびたび説得されるが、束の間足を洗ってもまたフラフラと元の盗賊に戻っていってしまう。口を開けばつまらない冗談や軽口ばかり叩いており、特にジュリアンに対しては「師弟関係を超えた関係」、「将来を誓い合った仲」などと、他人が聞いたら妙な誤解をされかねないことを言ってたびたび彼を閉口させる。騎士に対して嫌悪に近い先入観を抱いており、アリティア騎士であるクリスに対しても敬遠していたが、彼（彼女）が料理にてこずっている光景に出くわして以降は親近感を持ち、ある程度認識を改める。
『アカネイア戦記編・正義の盗賊団』では主役を務め、レナが止めるのも聞かず困った人たちに役立ててもらうためと称して、陥落直後のアカネイアパレスから財宝を奪う計画を立てる。行き倒れていたカシムを誘い、用心棒をしていたダイス・マリス親子を味方に引き入れて計画を成功させた。
暗黒戦争編ではオレルアン城へ盗みに入るが、ドジを踏んで投獄されていた。
英雄戦争編でも相変わらず盗賊稼業を続けていたが、ジュリアンと再会して味方となる。再びジュリアンから更生するよう言われたが、戦後も懲りずに再び盗賊稼業に戻った。
『暗黒竜』では顔以外の全身を覆うマントを着用していたが、『紋章』以降は少年らしい身軽な恰好をしている。
ナバール (Nabarl)
声：梁田清之（電撃） / 子安武人（箱田・ラジオ・OVA・#FE・ヒーローズ・無双）
クラス/登場作品：傭兵→勇者/『暗黒竜』『紋章』、剣士→ソードマスター/『新・暗黒竜』『新・紋章』、傭兵（リメイク版では剣士）/『アカネイア戦記編』。
必殺の剣術を持つ凄腕の傭兵。盾を使わず（ゲームの都合でグラフィック上では使っているが）、剣は二刀流で東方剣を主に扱う。「紅の剣士」という異名を持ち、原作版では白色基調の服装だが、『新・暗黒竜』以降は異名に合わせて真紅の服をまとっている。シリーズ公式サイト『ファイアーエムブレムワールド』における『新･暗黒竜』のバックグラウンド解説では、サムシアンに雇われた時点で大陸屈指の剣士としてその名を馳せていたとされている。
年齢は二十代半ば。寡黙かつ馴れ合いを好まない無愛想な性格のため身の上を語らず、出身や生い立ちなど素性には謎が多い。用心棒などをして日銭を稼いでいる理由は、一つ所に定着できないことや主従関係の義理を持ちたくないという理由からである。そのため、地位や名声に一切興味が無く、評判の高さも彼自身は煩わしく思っている様子が見受けられる。力を貸して欲しいと説得を試みるシーダに対して「女を切る剣は持っていない」という趣旨の発言をしており、キザな印象を与えているが、旧インテリジェントシステムのHPのデザイナーズノートによると、ある人物の行方を求めて長い間、諸国を巡っており、若い娘の危機を見逃せないのはそのせいとされている。
『アカネイア戦記編・正義の盗賊団』に登場した際も、上記のように陥落したパレスの城下町で知り合ったレナの頼みでパレスから財宝を盗み出そうとしていたリカード一行の用心棒を引き受けたことがある。
暗黒戦争編ではサムシアンの用心棒をしていたところ、シーダの説得を受けて仲間になる。戦後は人々の期待をよそに、どこかへと風のように去って行った。
英雄戦争編では、暗黒戦争で名を上げたので雇い主には苦労しないはずだが、なぜかラーマンシーフの用心棒をしている。若い娘であるフィーナを助けるために盗賊を裏切り、近くに向かっていたマルスたちに合流、そのまま再びアリティア軍で戦う。散り際のセリフではマルスの身を案じるなど、彼なりにマルスのことを気に入っていた様子。戦後は再びどこかへと去っていった。その後も、放浪の剣士として各地でその名を轟かせていったという。
『新・紋章』の追加コンテンツ「剣に定められた者は剣に」では、シーダを襲撃したタリス辺境部族に雇われ敵として登場する。救出に来たオグマと対峙し、彼へのライバル心を見せるとともに「自分と同じ、本質はただ剣を振るうだけの存在」「大義で自分を取り繕うのはやめろ」と言いつけるが、結局はシーダの頼みを受けて彼女に味方する。この際、オグマを心服させて自分も引き込んでしまうシーダのカリスマ性を不思議に思いつつも認めている様子を見せる。
宝島社発行の『ALL OF EIRE EMBLEM ファイアーエムブレム～紋章の謎～のすべて』のキャラクター人気投票にて男性部門でトップ、総合では2位だった。
『星のカービィシリーズ』や『大乱闘スマッシュブラザーズシリーズ』の原作者・桜井政博のお気に入りのキャラクターな上に、『大乱闘スマッシュブラザーズX』では収集要素「シール」で『紋章の謎』の公式イラスト登場させている。
『#FE』では『ファイアーエムブレム』の英雄、ミラージュブラストとして登場。多くの『暗黒竜と光の剣』のキャラクターの声優が一新される中、ナバール役は子安と、決め打ちによる選考をしたと、任天堂・安藤佳織の公言があった。今作品は、初めて子安にとってゲームでナバールを演じた事が判明している。
『無双』では、本編はNPC、DLCではプレアブルキャラクターとして参戦。選考の理由は傭兵枠から。オグマと競合があったが、「その剣で私を好きなようにして～女に切りつける剣は持ってはおらぬ。」をヒストリーモードで再現したかった事が要因である。
声優は、箱田版ドラマCD以降は子安武人が専属となっているが、これは『紋章の謎』をプレイした（子安は熱心なシリーズのファンであるが、『暗黒竜』の頃はあまり思い入れがなかったという）際にナバールを大変気に入り、「もしナバールに声を入れることになるなら自分が役を担当したい」と熱望し、多方面に売り込みを行ったのがきっかけである。ドラマCDで原作者から指名を受けることに成功し、ラジオドラマ版（佐野&わたなべ版が原作）とOVAの役も獲得できた（OVAはプロデューサーへ自身が直接売り込んだらしい）という経緯がある。
後年「子安武人公式ブログ」にて『新・暗黒竜』をプレイした際、ナバールが「剣士」に変更されていた事を喜んでいた上にかなり育成していることが判明している。更には、『新・紋章の謎』では公式ガイドブックで単独インタビューを受けるまでとなり、インタビューにて、今後もナバール役は譲れないと思っていること、子安はナバールを「悪く言えば自分というものが無いが、それ故に固定観念が無く、心動かされるもの正直であり、“今”に忠実で自由な人物」と捉えていることなどを語っている。『#FE』では細やかさを大切にしたという。
『ファイアーエムブレム 英雄百歌 アペンドディスク』ではナバールと『ファイアーエムブレム 覚醒』のロンクー、『ファイアーエムブレムif』のゼロが読み手として登場。CVは3キャラとも子安が担当。
ハイマン (Hyman / Reynard)
声：中村秀利（箱田） / 小野健一（ラジオ） / 石井康嗣（OVA）
クラス/登場作品：戦士/『暗黒竜』、山賊/『紋章・第1部』『新・暗黒竜』。
サムスーフ山にアジトを構えるサムシアンの首領。近隣の村々で略奪、誘拐、放火など、数々の悪行を働き、彼の支配する領域は悪魔の山・デビルマウンテンと恐れられるようになった。レナからリライブの杖を奪い、拉致監禁した張本人。
『暗黒竜』では顔グラフィックが将軍の姿となっているが、『紋章』以降は山賊らしい装いに準じている。

### 暗殺組織
エレミヤ (Eremiya)
声 - 中原麻衣（ヒーローズ）
クラス/登場作品：司祭/『新・紋章』。
ガーネフやハーディンの命を受け、マルスやアリティア軍、それに味方する者を襲撃する暗殺組織の長。アイネ（カタリナ）やクライネ、ローローといった暗殺者たちを育て上げ、各地で暗黒竜復活のためにシスターたちをさらった。
アカネイア辺境の山岳で、孤児院と称した光のない地下施設に孤児たちを閉じ込め、心を壊し機械のように忠実な暗殺者に育て上げていた。見た目は穏やかそうな女性だが、育て上げた暗殺者を「人形」と呼び、使い物にならなくなると壊れたガラクタとして平然と始末するなど、性格は冷酷無比。カタリナに「お前が口にしていい言葉は「はい」だけ」などと平然と言い放つ（攻略本には篝火の中に手を入れるよう命令する台詞もあるがボツとなったと思われる）。
元々は心やさしい性格の司祭で、孤児院を開き戦争によって親を失った子供たちを育てていたが、戦災で孤児院を焼かれ、子供たちが皆殺しにされ絶望していた所をガーネフに付け込まれ、ハーディンと同様に術を施され心を支配された。子供たちを暗殺者に育て上げたのは「子供たちが死なずに済んだ方法」としてガーネフが教え込んだことである。アリティア軍に敗れた後ガーネフにより術を解かれ、自身の現状と思い出した以前の記憶の最中で錯乱し果てた。
『新・紋章』の追加コンテンツ「暗殺者」ではステージ後半にガーネフと共に援軍として登場し、操作することが可能。
クライネ (Kleine)
声 - 藤原夏海（ヒーローズ）
クラス/登場作品：スナイパー/『新・紋章』。
暗殺組織の一員。金髪で長髪の女性スナイパー。残虐な性格で獲物をいたぶり殺すことを喜びとしている。エレミヤを狂信的に慕っており、エレミヤに尽くすことを喜びとしている。
マケドニアの山中でリフを襲撃、また氷竜神殿付近で吹雪に紛れアリティア軍を奇襲したが破れて重傷を負う。カタリナ（アイネ）に救出されるも戦闘できなくなった結果、エレミヤに捨てられ、カタリナに看取られながら息を引き取った。
一見残忍な性格だが、孤児という生い立ちからか孤独であることを嫌う。同じ孤児院で共に育ってきたカタリナを姉として慕っていたが、暗殺者として育てられた後は弱みを見せるカタリナを邪険に扱っていた。しかし、死ぬ間際に姉と呼び、後のカタリナの話によると過去に今日を自分の誕生日とするからプレゼントが欲しいをごねてきたが、カタリナが応じるとカタリナも同じ誕生日にするとして彼女にビーズのネックレスを渡している（カタリナはクライネ亡き後も形見として所持している）。エレミヤへの絶対的な忠誠も自身が見捨てられることを恐れてのものである。
『新・紋章』の追加コンテンツ「暗殺者」では仲間として操作することが可能。また、同エピソードのエピローグによると、彼女は高価な絵画を飾れるような裕福な家の生まれで、両親の愛も受けて育っていたのだが、山賊団・サムシアンの襲撃（この件にも、明確にはされていないが、ガーネフが一枚噛んでいた模様）を受けて両親が殺害され孤児となった過去というあり、このことから自分の無力さを呪い、性格に影響を与えていった様である。
ローロー (Roro)
声 - 丹沢晃之（ヒーローズ）
クラス/登場作品：バーサーカー/『新・紋章』。
暗殺組織の一員。ローローとは個人名ではなく、同じ風貌に同じ仮面を被り、命令のまま動く暗殺者たちの通称。ローローたちはお互いを「兄弟」と呼び合い、その中で集団を率いる「本物」のローローが存在する。
元はエレミヤの運営する孤児院で育てられた孤児たちであり、人の心を壊され、術を施され「ローロー」として育てられた。軽く陽気な口調で話すが実際は既に人の心が崩壊しているために感情に乏しく、真意の読めない発言をする他、なぜ自分が暗殺をしているのか、本物のローローは誰なのかすら知らない。
序章ではアリティア軍に潜り込んだアイネ（カタリナ）がマルスから信頼を得られるようにならずものを煽って暴れさせ、それを討伐させるなど暗躍する。
英雄戦争ではカダイン近くの古城でホルスを襲撃し、救援に駆けつけたアリティア軍と戦闘になり、リーダー格が撃破されるまで倒されても際限なく増え続ける。リーダー格が倒されると、残りのローローたちは統制を失い戦闘できなくなり、エレミヤの命を受けたクライネに全員始末された。
『新・紋章』の追加コンテンツ「暗殺者」ではカタリナの仲間として5人登場しクライネと共に操作することが可能。この際、本物（他に指揮を執っている者がいるせいかこのローローが倒されても他のローローの統率は失われない）のローローは回復能力を持つ「不死身の斧」を所持している。
アイネ (Eine)
カタリナを名乗ってアリティア軍へ潜入していた。
詳細は#第七小隊のカタリナの項を参照。

### 火竜族
バヌトゥ (Banuto / Banutu)
クラス/登場作品：マムクート（火竜族）/『暗黒竜』『紋章』『新・暗黒竜』『新・紋章』。
火竜族の老人でチキの傅役。マムクートの中でも高齢なのか物忘れが激しく、竜石をよく無くしている。チキの野菜嫌いを克服させるために漬け物を長年研究しており、100年掛けて作られる漬け物は絶品。
暗黒戦争編では眠り続けるチキを哀れに思って氷竜神殿の外へ連れ出し旅をしていたところ、チキとはぐれてしまい（実際には神竜の力を欲したガーネフに攫われていた）、行方を捜してレフカンディの谷にある村に滞在していた。そこへ訪れたマルスに捜索の協力を求めてアカネイア同盟軍に参加し、ラーマン神殿にてガーネフの術で操られていたチキの正気を取り戻すことに成功。戦後はドルーアの田舎で静かに余生を過ごしたいらしく、竜石を封印して去っていった。
英雄戦争編ではカシミア海峡の村に滞在しており、マルスの訪問を受けてアリティア軍に参加する。その際、盗賊に盗まれた竜石を取り返して欲しいと頼んでくる。戦後は竜石を捨てて去って行った。
マヌー (Manue)
クラス/登場作品：マムクート（火竜族）/『暗黒竜』『新・暗黒竜』。
大陸南東部・ペラティ地方を支配する火竜族の末裔。グルニア軍の追撃を避けてペラティに進軍したアカネイア同盟軍が自身の所有するドラゴンキラーを狙っていると思い込み、攻撃を仕掛けて来る。『紋章・第1部』には『暗黒竜』のマップが削除された都合で登場しない。
サラマンダー (Salamander)
火竜族の守護神。『暗黒竜』では、第7章でのモロドフの台詞と第9章でのマヌーの台詞でその存在が語られている（『紋章』『新・暗黒竜』ではこの記述はカットされている）。
神竜族でいうナーガと同等の存在であると思われる。『聖戦の系譜』においてもナーガ（光神）と共にその存在が語られているが、そちらは「火神サラマンド」という名で、老人の姿をしていたとされる。

### 神竜族
チキ (Tiki)
クラス/登場作品：マムクート（神竜族）/『暗黒竜』『紋章』『新・暗黒竜』『新・紋章』。
ガトー (Gatoh)
クラス/登場作品：司祭/『暗黒竜』、イベントシーンのみ/『紋章』、賢者/『新・暗黒竜』『新・紋章』。
『暗黒竜』、『新・暗黒竜』では、第25章（最終章）ドルーア城内でユニットとして参戦するが、『紋章』ではマルスに魔法の力で冒頭に話しかけてくるのみであり、参戦はしない。
チェイニー (Cheine / Xane)
クラス/登場作品：コマンド/『暗黒竜』『紋章』『新・暗黒竜』『新・紋章』。
ナギ (Nagi)
クラス/登場作品：マムクート（神竜族）/『新・暗黒竜』『新・紋章』。

### その他
シリウス (Sirius)
声 - 井上和彦（ヒーローズ）
クラス/登場作品：パラディン/『紋章・第2部』『新・紋章』。
仮面を付けて素顔を隠した謎の聖騎士。ユミナ王女とユベロ王子を連れて逃亡中のオグマと偶然対面し、事情を聞いて王子と王女を守るべく加勢、そのままアリティア軍に同行した。顔を隠すだけでなく、自身の素性や過去に関しても明かさないでいる。言動や描写から見て、正体は暗黒戦争で戦死したとされていたグルニア黒騎士団のカミュだと推測される。詳細はカミュの項目を参照。
サムトー (Samto)
クラス/登場作品：傭兵→勇者/『紋章・第2部』、剣士→ソードマスター/『新・紋章』。
ラング将軍に雇われたナバールと容姿が酷似した傭兵。元はノルダの奴隷剣闘士だったが、当時同じように奴隷剣士であったオグマによって助けられる。オグマは同時に剣術の師匠であり、彼には絶対に勝てないと自覚しているようで、ラングからマルス側にオグマがいると教えられた際と、オグマと対面し戦闘寸前になった際は非常に焦っていた。ナバールとは正反対の軽いお調子者で、村で得られる彼に関する評価も「いいかげんな奴」。
暗黒戦争で名を上げたナバールと間違われることが多かったため、面倒くさくなりそのままナバールのフリをしてはったりの物真似をして稼いでいたが、恩人であるオグマか、ナバールをよく知るシーダで話しかける事で正体を明かし、仲間になる。戦後もいいかげんな傭兵としてナバールの名を騙っているが、ナバール死亡時のみエピローグが変化し、ナバールの名声を受け継ぐために剣の修行に励む事になる。
篠崎砂美著の小説版でもナバールとしてラングに雇われているが、サムトー自身はラングのことが嫌いだったようで最初からアリティア軍に寝返るつもりでオグマに接触し味方になるため、いい加減な印象は薄い。
ダイス (Dice)

クラス/登場作品：戦士/『アカネイア戦記編』、戦士→ウォーリアー/『新・紋章』。
娘・マリスと共に親子で傭兵を生業としている。大の賭博好きで賭博を好み、暇さえあれば軍の仲間に勝負を仕掛けている。あっさり買収されるなど金銭難の理由もこのためで、マリス曰く稼ぎの殆どを賭け事で消費するらしい。その度にマリスが新たに稼ぎ、自分に金を渡して送り出してくれるのだが、それについては本人も負い目を感じている様子。娘の幸せを願っており、花嫁姿を見たいとも言っている。
『アカネイア戦記編・正義の盗賊団』では、陥落したアカネイアパレスで娘のマリスと共に用心棒として雇われていたが、リカードに買収されて仲間に加わる。
『新・紋章』ではカダインでアリティア軍に雇われ、戦後マルスから自分の予想以上の多額な報奨金が支払われたが、賭博で浪費した。
『新・紋章』の追加コンテンツ「剣に定められた者は剣に」でも登場し、反乱を起こした辺境部族にマリスとともに雇われ敵として登場するが、マリスから恩人であるオグマがいることを教えられて味方につく。
マリス (Maris)

声 - 田村睦心（ヒーローズ）
クラス/登場作品：傭兵（リメイク版では剣士）/『アカネイア戦記編』、剣士→ソードマスター/『新・紋章』。
ダイスの娘。自称「安くない傭兵」。公式イラスト自体は『新・紋章』が初出であり、傭兵業を営んでいるためか女性としては筋肉質な体型。右眼を布で覆い隠している。自身の背丈程もある長大な曲刀が得物。女性ながら一人称は「俺」で、口調も性格も男性そのもの。歯に衣着せぬ物言いをするが、心根は律儀である。褒められると気持ちが高ぶり、照れ隠しなのか反射的に剣を抜いてしまうクセがある。傭兵稼業で幾ら稼いでもダイスが賭博で浪費してしまうため、見世物としての剣技を習得し副業とすることでダイスが使い果たした分の金を稼いでいる。しかし、本人は落ち込んでいる父を見たくないがために金を渡し、好きにやらせている。
『アカネイア戦記編・正義の盗賊団』では父と共にパレスで用心棒をしていた。侵入者が現れたら剣の錆にしてやると意気込んでいたが、ダイスがリカードに買収されたため父に同調してリカード一行に加わる（リメイクされた『アカネイア戦記』ではマリスを買収してからでないとダイスは自軍に寝返らない）。
『新・紋章』では、カダインにてダイス共々同盟軍に自分たちを売り込み、雇われる。だが、売り込みの際には貧しいためか父同様金銭感覚が無いのか「590ゴールド以上なら」と、クリスが唖然とするほど安い後払い報酬を要求した。戦後はマルスから給付された多額の報奨金で武器屋を開き、ダイスとは違い順調な道に進んだようである。
『新・紋章』の追加コンテンツ「剣に定められた者は剣に」でもダイスとともに最初は敵として登場する。このエピソードで、幼い頃に金欠による空腹のため親子そろって行き倒れていたところをオグマに助けられたことがあるという過去が新たに判明し、オグマと再会してその時を恩を返すため味方となる。
篠崎砂美の小説『暗黒竜と光の剣』でも名前のみ登場。一般市民の設定で「息子」になっている。
バーム (Barm)
クラス/登場作品：盗賊/『アカネイア戦記編』。
『アカネイア戦記編・正義の盗賊団』にてリカード一行と同様、陥落したパレスから財宝を盗み出すべく単身パレスに侵入した盗賊。
アテナ (Atena / Athena)
声：日笠陽子（ヒーローズ）
クラス/登場作品：剣士→ソードマスター/『新・暗黒竜』『新・紋章』。
異大陸からアカネイア大陸方面へ流れつき、海に浮かんでいるところを村人に助けられた女剣士。故郷の大陸とアカネイア大陸では言語が異なるらしく、多少カタコトな喋りをし、たまに間違った言葉の使い方をしている。侮蔑されたと感じた時には文末に「ばか」と付けて言い返す癖がある。
『新・暗黒竜』では自分を助け、世話をしてくれた村を守るために成り行きでマルスたち同盟軍と共闘した。義理堅い性分のためかその後も同盟軍に参加している。
『新・紋章』前日編では第七小隊の訓練に教官として呼ばれ、そこでクリスらと初対面する（場合によっては彼女ではなくジョルジュが来る）。その後の暗殺者襲撃にも応戦して、暗殺組織の足取りを調査するべく単身組織を追う。後に氷竜神殿近くでマルスを狙っていた組織と交戦していたところを同盟軍に発見され、そのまま合流する。戦後はユミルの話を聞いて故郷を想い、小さな小舟で故郷へ還るべく単身海に乗り出していった。だがその後の消息は不明。
『新・紋章』の追加コンテンツ「暗殺者」にも登場し、金銭物や女子供を奪い回っていた賊集団・サムシアンの残党の抹殺指令を遂行途中だったカタリナ、クライネ、ローローたち暗殺組織の前に姿を現し、子供たちを助けるために共闘する。アテナはカタリナたちが暗殺組織とは知らなかったが、明らかな悪党との戦いだったために同じ目的で戦っていると誤認し自ら話しかけて戦列に加わった。この時既にカタリナには暗黒戦争時マルス率いる同盟軍の一員だったことは認知されていたが、アテナの単純さを見てカタリナは事を構えられず、クライネは任務を目撃されたと思いながらも毒気を抜かれたのか殺めようとはしなかった。
ダール (Dall)
クラス/登場作品：盗賊/『紋章・第2部』『新・紋章』。
ラーマン神殿を根城にしている盗賊（ラーマンシーフ）のボス。魔法剣サンダーソードを扱う。旅の一座からはぐれたフィーナを慰み者にしようとしていたが、ラーマン神殿を目指していたマルスたちと衝突の末倒される。他のボスキャラと比して突出して情けない散り際の台詞を放つなど印象に残るキャラ作りがなされている。
『新・紋章』では痩身で長髪のグラフィックに変更された。情けない台詞は健在。
ララベル (Lalabel)
登場作品：『暗黒竜』『紋章』『新・暗黒竜』『新・紋章』。
道具屋の女性。自らの店を「ララベルのお店」と名乗っている。『紋章』では似たキャラクターが道具屋にいるが、名乗っていないので同一人物なのかは不明。『新・紋章』ではクリスから女性へのプレゼントに関して相談を受け、カタログの商品にオススメ度を記すと同時に、「戦いを終わらせる事が彼女への最高のプレゼント。物を買うのはその後でいい」というメモを添えて、間接的にサムソンへの助言を行った。
後のシリーズ作品『蒼炎の軌跡』及びその続編である『暁の女神』にも道具屋として登場。こちらは登場人物の一人としてキャラクター性を築いている。
アンナ (Anna)
登場作品：『暗黒竜』『紋章』『新・暗黒竜』『新・紋章』。
セーブ画面、秘密の店、村人として登場する女性。固有の顔グラフィックを持つ。
『暗黒竜』では、ジェイクの恋人としてノルダの民家に登場。ジェイクのことを「グルニア兵の中にもいい人がいる、とっても優しい」と言っていた。なお、シーダはジェイクを説得する際に「この国の人のために戦ってくれるなら、どこまでも貴方についていくとアンナが言っていた」と伝えたが、少なくともゲーム中ではアンナはそのようなことをマルスら同盟軍には話していない。
セーブ画面以外にも秘密の店を訪れた際や指南（チュートリアル）のときにも現れ、後の作品でも頻繁に登場する名物キャラとなる。
『新・紋章』では最初のマイユニット作成時の進行役として初めて会う人物である。その後もクリス（マイユニット）を導く役割を担う（クリスはアンナを見覚えがあるとしながらも詳しくは思い出せなかった）。秘密の店を商っていることはジェイクも認知している様子で、ジェイクがアリティア軍と合流する際に砂漠にいたのも、近くにあるアンナの店に行く途中だったためである。また、エピローグによると、ジェイクの同僚であるベックも彼女の店の常連のようである。
狂戦士 (Berserker)
クラス/登場作品：バーサーカー/『紋章・第2部』。
『紋章・第2部』11章に現れるザコ敵。マスターソードを所持しており、戦闘グラフィックは勇者のそれが緑に色替えされているもの。「バーサーカー」というユニットは後の『新・暗黒竜』に海賊の上級職として登場している。
『新・紋章』では登場せず、同じ位置にありマスターソードを持つのは通常敵兵と同様の汎用ソードマスターとなった。